# Unión Regional Deportiva 2012
La  Unión Regional Deportiva 2012 es una nueva temporada de la unión de ligas conformada por la Liga Tandilense de Fútbol, la Liga Ayacuchense de fútbol, la Liga Rauchense de fútbol y la Liga Juarense de fútbol, desarrollándose a partir del 17 de marzo.
Ferrocarril Sud (Tandil) se consagró como campeón de la Unión Regional Deportiva 2012 al obtener tanto el torneo apertura, como el torneo clausura.

## Equipos participantes
| Equipo                                                                 | Ciudad        |
| ---------------------------------------------------------------------- | ------------- |
| Club Atlético Alumni                                                   | Benito Juárez |
| Club Atlético Ayacucho                                                 | Ayacucho      |
| Botafogo Fútbol Club                                                   | Rauch         |
| Club Defensores Ayacucho                                               | Ayacucho      |
| Club Defensores del Cerro                                              | Tandil        |
| Club Social y Deportivo Tandil                                         | Tandil        |
| Ateneo Cultural y Deportivo José Manuel Estrada                        | Ayacucho      |
| Club Social y Deportivo Excursionistas                                 | Tandil        |
| Club Atlético y Biblioteca Ferrocarril Sud                             | Tandil        |
| Club Gimnasia y Esgrima                                                | Tandil        |
| Archivo:Club Grupo Universitario (Tandil).png Club Grupo Universitario | Tandil        |
| Club Independiente                                                     | Tandil        |
| Club Atlético Juarense                                                 | Benito Juárez |
| Club Social y Deportivo Loma Negra                                     | Barker        |
| Club Deportivo San José                                                | Tandil        |
| Club Atlético San Lorenzo                                              | Rauch         |
| Club y Biblioteca Ramón Santamarina                                    | Tandil        |
| Club Atlético Sarmiento                                                | Ayacucho      |
| Universidad Nacional del Centro                                        | Tandil        |
| Centro Social Velense                                                  | M. I. Vela    |
| Club Social y Deportivo Villa Aguirre                                  | Tandil        |

| Bajas                        |
| ---------------------------- |
| Argentino (Benito Juárez)    |
| Ferroviarios (Benito Juárez) |
| Juventud Agraria (Rauch)     |

| Altas                  |
| ---------------------- |
| Alumni (Benito Juárez) |

## Sistema de disputa
Apertura: El torneo apertura se llevará a cabo, por el sistema de todos contra todos (a una rueda)..
Clausura: En el torneo clausura, los participantes serán divididos en seis zonas. Clasifican a octavos de final, los dos primeros de cada zona y los cuatro mejores terceros (exceptuando la Zona 6).
- Fuente: Minuto 91 (enlace roto disponible en Internet Archive; véase el historial, la primera versión y la última).

## Apertura

### Posiciones
|     | Equipos                       | Pts. | PJ | PG | PE | PP | GF | GC | Dif. |
| --- | ----------------------------- | ---- | -- | -- | -- | -- | -- | -- | ---- |
| 1.  | Ferrocarril Sud (Tandil) (GA) | 49   | 20 | 16 | 4  | 1  | 57 | 19 | 38   |
| 2.  | Santamarina (Tandil)          | 47   | 20 | 14 | 5  | 1  | 50 | 13 | 37   |
| 3.  | Independiente (Tandil)        | 41   | 20 | 13 | 2  | 5  | 53 | 18 | 35   |
| 4.  | Gimnasia (Tandil)             | 36   | 20 | 10 | 6  | 4  | 41 | 25 | 16   |
| 5.  | Sarmiento (Ayacucho)          | 36   | 20 | 11 | 3  | 6  | 36 | 24 | 16   |
| 6.  | Velense (M. I. Vela)          | 34   | 20 | 10 | 4  | 6  | 45 | 36 | 9    |
| 7.  | Atlético Ayacucho             | 33   | 20 | 9  | 6  | 5  | 24 | 20 | 4    |
| 8.  | Grupo Universitario (Tandil)  | 32   | 20 | 9  | 5  | 6  | 28 | 18 | 10   |
| 9.  | Defensores del Cerro (Tandil) | 31   | 20 | 9  | 4  | 7  | 41 | 37 | 4    |
| 10. | UNICEN (Tandil) 2             | 31   | 19 | 9  | 4  | 6  | 23 | 23 | 0    |
| 11. | Juarense (Benito Juárez)      | 27   | 20 | 8  | 3  | 9  | 29 | 34 | -5   |
| 12. | San José (Tandil)             | 26   | 20 | 7  | 6  | 7  | 19 | 25 | -6   |
| 13. | Defensores (Ayac.)            | 23   | 20 | 6  | 5  | 9  | 21 | 29 | -8   |
| 14. | Alumni (Benito Juárez)        | 22   | 20 | 5  | 7  | 8  | 32 | 39 | -7   |
| 15. | Excursionistas (Tandil)       | 20   | 20 | 6  | 2  | 12 | 30 | 36 | -6   |
| 16. | Loma Negra (Barker) 1         | 18   | 20 | 4  | 6  | 10 | 23 | 48 | -25  |
| 17. | Estrada (Ayacucho) 1          | 17   | 20 | 4  | 5  | 11 | 17 | 34 | -17  |
| 18. | San Lorenzo (Rauch) 2         | 16   | 19 | 4  | 4  | 11 | 27 | 45 | -18  |
| 19. | Deportivo Tandil (Tandil)     | 15   | 20 | 3  | 6  | 11 | 20 | 42 | -22  |
| 20. | Villa Aguirre (Tandil)        | 15   | 20 | 4  | 3  | 13 | 28 | 43 | -25  |
| 21. | Botafogo (Rauch)              | 12   | 20 | 3  | 3  | 14 | 24 | 51 | -26  |

Fuente: Minuto 91 Archivado el 6 de marzo de 2014 en Wayback Machine.
(1): Partido suspendido por falta de efectivos policiales. Luego Estrada le cedió los puntos a Loma Negra.
(2): Partido suspendido debido a la agresión que sufrió el árbitro del encuentro de 6.ª división.
| (GA) | Ganador del torneo Apertura. |

| Ganador Apertura 2012 |
| --------------------- |
| Ferrocarril Sud       |

## Resultados
| 23 de marzo | Defensores del Cerro (Tandil) | 1:1 | Gimnasia (Tandil) | Municipal Gral. San Martín, Tandil |                        |
|             | Luis Ravenna                  |     | Juan Kwist        | Árbitro(s): Paulo Latú             | Árbitro(s): Paulo Latú |

| 24 de marzo | Botafogo (Rauch) | 1:4 | Ferrocarril Sud (Tandil)                                                   | Botafogo, Rauch |  |
|             | Federico Robles  |     | Daniel Candia · Esteban Bonarrigo · Franco Reynoso · Emanuel Dublanc (e/c) |                 |  |

| 24 de marzo | Loma Negra (Barker) | 1:3 | Velense (M. I. Vela)                                | Loma Negra, Villa Cacique |  |
|             | Alfonso Constantín  |     | Martín Zabaleta · Lucas Zabala · Mauro Ruiz Sánchez |                           |  |

| 24 de marzo | San José (Tandil) | 1:1 | Alumni (Benito Juárez) | Movediza, Tandil                |                                 |
|             | Paolo Colantonio  |     | Marcelo Díaz           | Árbitro(s): Sebastián Quinteros | Árbitro(s): Sebastián Quinteros |

| 24 de marzo | Santamarina (Tandil)                                          | 3:0 | San Lorenzo (Rauch) | Club Hípico, Tandil         |                             |
|             | Germán Giannaccini · Marcos Alzueta · Agustín Benavídez a.g.' |     |                     | Árbitro(s): Gustavo Beckman | Árbitro(s): Gustavo Beckman |

| 24 de marzo | UNICEN (Tandil) | 0:0 | Defensores (Ayacucho) | Excursionistas, Tandil        |  |
|             |                 |     |                       | Árbitro(s): Marcelo Ferragine |  |

| 24 de marzo | Sarmiento (Ayacucho)            | 3:0 | Excursionistas (Tandil) | Mpal. José A. Barbieri, Ayacucho |  |
|             | Adrián Roelofs · Abel Najurieta |     |                         |                                  |  |

| 25 de marzo | Estrada (Ayacucho) | 0:3 | Independiente (Tandil)        | Mpal. José A. Barbieri, Ayacucho |  |
|             |                    |     | Lucas Porta · Gonzalo Rotonda |                                  |  |

| 25 de marzo | Juarense (Benito Juárez)                           | 3:1     | Grupo Universitario (Tandil) | Gastón Lafon, Benito Juárez |                            |
|             | Luciano Silva · Germán González · Juan Rubio a.g.' | Reporte | Gustavo Ruiz                 | Árbitro(s): Rómulo Acevedo  | Árbitro(s): Rómulo Acevedo |

|  | Deportivo Tandil (Tandil) | 2:3 | Villa Aguirre (Tandil)                             | Gimnasia, Tandil               |                                |
|  | Martín Díaz               |     | Esteban Gallego · Ignacio Mesa · Cristian Cuviller | Árbitro(s): Marcos Altamiranda | Árbitro(s): Marcos Altamiranda |

| 12 de mayo | Excursionistas (Tandil) | 0:1 | Estrada (Ayacucho) | Excursionistas, Tandil |                        |
|            |                         |     | Matías González    | Árbitro(s): Diego Albo | Árbitro(s): Diego Albo |

| 12 de mayo | Ferrocarril Sud (Tandil)                                          | 5:2     | Sarmiento (Ayacucho)          | Dámaso Latasa, Tandil      |                            |
|            | Leandro Candia · Federico Cadona · Damián Villar · Franco Reynoso | Reporte | Héctor Vidal · Adrián Roelofs | Árbitro(s): Marcelo Torres | Árbitro(s): Marcelo Torres |

| 12 de mayo | Grupo Universitario (Tandil)                | 4:1 | Botafogo (Rauch) | Movediza, Tandil                |                                 |
|            | Emanuel Cabrera · Rodrigo Artigas -' (a.g.) |     | Cristian Belio   | Árbitro(s): Sebastián Quinteros | Árbitro(s): Sebastián Quinteros |

| 12 de mayo | San Lorenzo (Rauch)               | 2:1 | San José (Tandil)      | Municipal, Rauch             |                              |
|            | César Hernández · Victoriano Cano |     | Juan Ignacio Domínguez | Árbitro(s): Germán Caballero | Árbitro(s): Germán Caballero |

| 12 de mayo | Defensores (Ayacucho) | 1:1 | Santamarina (Tandil) | Mpal. José A. Barbieri, Ayacucho |  |
|            | Pablo Baraiolo        |     | Nicolás Valerio      |                                  |  |

| 12 de mayo | Atlético Ayacucho      | 1:0 | UNICEN (Tandil) | Mpal. José A. Barbieri, Ayacucho |                           |
|            | Laureano Pereyra 90+4' |     |                 | Árbitro(s): Marcelo Casco        | Árbitro(s): Marcelo Casco |

| 12 de mayo | Independiente (Tandil) | 0:0 | Gimnasia (Tandil) | Agustín F. Berroeta, Tandil |  |
|            |                        |     |                   | Árbitro(s): Lucas Novelli   |  |

| 12 de mayo | Deportivo Tandil (Tandil) | 1:1 | Defensores del Cerro (Tandil) | Gimnasia, Tandil |  |
|            | Martín Díaz               |     | Marcelo Vázquez               |                  |  |

| 20 de junio | Velense (M. I. Vela)         | 5:1     | Juarense (Benito Juárez) | Miguel Ochoa, Vela |  |
| | Enzo Saracho · Martín Alonso | Reporte | Juan Cruz Riganti        |                    |  |
| El partido debía disputarse el 12 de mayo pero fue suspendido, por no encontrarse el campo de juego en óptimas condiciones. |                              |         |                          |                    |  |

| 20 de junio | Alumni (Benito Juárez) | 1:1     | Loma Negra (Barker) | Alumni, Benito Juárez      |                            |
| | Luciano Madrid         | Reporte | Alfonso Constantín  | Árbitro(s): Rómulo Acevedo | Árbitro(s): Rómulo Acevedo |
| El partido debía disputarse el 12 de mayo pero fue suspendido, por no encontrarse el campo de juego en óptimas condiciones. |                        |         |                     |                            |                            |

| 31 de marzo | Estrada (Ayacucho) | 0:3 | Ferrocarril Sud (Tandil)                            | Mpal. José A. Barbieri, Ayacucho |                           |
|             |                    |     | Julián Villalba · Martín Pradal · Esteban Bonarrigo | Árbitro(s): Marcelo Casco        | Árbitro(s): Marcelo Casco |

| 31 de marzo | Sarmiento (Ayacucho) | 1:0 | Grupo Universitario (Tandil) | Mpal. José A. Barbieri, Ayacucho |                             |
|             | Braulio Lorenzo      |     |                              | Árbitro(s): Lucas Gualdieri      | Árbitro(s): Lucas Gualdieri |

| 31 de marzo | Botafogo (Rauch) | 0:4 | Velense (M. I. Vela)                                 | Botafogo, Rauch             |                             |
|             |                  |     | Gabriel Durruty · Kevin Fernández · Nicolás Gorosito | Árbitro(s): Paulo Caballero | Árbitro(s): Paulo Caballero |

| 31 de marzo | Juarense (Benito Juárez) | 0:0     | Alumni (Benito Juárez) | Gastón Lafon, Benito Juárez |                          |
|             |                          | Reporte |                        | Árbitro(s): Diego Molina    | Árbitro(s): Diego Molina |

| 31 de marzo | Loma Negra (Barker) | 1:2 | San Lorenzo (Rauch)                     | Loma Negra, Villa Cacique      |                                |
|             | Nicasio Elía        |     | Victoriano Cano Kelly · Nicolás Lescano | Árbitro(s): Marcos Altamiranda | Árbitro(s): Marcos Altamiranda |

| 31 de marzo | San José (Tandil) | 0:1 | Defensores (Ayacucho) | Movediza, Tandil            |                             |
|             |                   |     | Nicolás Barrutia      | Árbitro(s): Gustavo Beckman | Árbitro(s): Gustavo Beckman |

| 31 de marzo | Santamarina (Tandil) | 1:0 | Atlético Ayacucho | Club Hípico, Tandil        |                            |
|             | Leonardo Gogna       |     |                   | Árbitro(s): Marcelo Torres | Árbitro(s): Marcelo Torres |

| 31 de marzo | UNICEN (Tandil)                            | 2:1     | Villa Aguirre (Tandil) | Excursionistas, Tandil          |                                 |
|             | Matías Gramuglia 42' · Javier Ferreiro 53' | Reporte | Gastón Núñez 22'       | Árbitro(s): Sebastián Quinteros | Árbitro(s): Sebastián Quinteros |

| 31 de marzo | Gimnasia (Tandil)                                                       | 4:1 | Excursionistas (Tandil) | Gimnasia, Tandil       |                        |
|             | Marcos Fernández · Sebastián Belsito · Matías Arrospide · Juan Barbeira |     | Marcelo Urtiaga         | Árbitro(s): Paulo Latú | Árbitro(s): Paulo Latú |

| 31 de marzo | Defensores del Cerro (Tandil) | 2:6 | Independiente (Tandil)                                                            | Municipal Gral. San Martín, Tandil |                        |
|             | Gonzalo Cadona · Luis Ravenna |     | Joaquín Hernández · Mauro Rotondo · Lucas Porta · Gonzalo Turri · Emiliano Cadona | Árbitro(s): Diego Albo             | Árbitro(s): Diego Albo |

| 7 de abril | San Lorenzo (Rauch) | 1:1     | Juarense (Benito Juárez) | Municipal, Rauch             |                              |
|            | César Hernández     | Reporte | Facundo Ponce            | Árbitro(s): Javier Caballero | Árbitro(s): Javier Caballero |

| 14 de abril | Grupo Universitario (Tandil) | 1:0 | Estrada (Ayacucho) | Movediza, Tandil                |                                 |
|             | Nicolás Peralta              |     |                    | Árbitro(s): Sebastián Quinteros | Árbitro(s): Sebastián Quinteros |

| 14 de abril | Velense (M. I. Vela)               | 2:2 | Sarmiento (Ayacucho)           | Miguel Ochoa, M. I. Vela       |                                |
|             | Gabriel Durruty · Nicolás Gorosito |     | Leandro Parra · Abel Najurieta | Árbitro(s): Marcos Altamiranda | Árbitro(s): Marcos Altamiranda |

| 14 de abril | Alumni (Benito Juárez) | 1:2     | Botafogo (Rauch)                   | Ferroviarios, Benito Juárez  |                              |
|             | Marcelo Díaz           | Reporte | Isidoro Arévalo · Matías Caballero | Árbitro(s): Daniel Iturregui | Árbitro(s): Daniel Iturregui |

| 14 de abril | Defensores (Ayacucho)            | 2:1 | Loma Negra (Barker) | Mpal. José A. Barbieri, Ayacucho |  |
|             | Leonardo Ríos · Lucio Esteberena |     | Nélson García       |                                  |  |

| 14 de abril | Atlético Ayacucho | 0:1 | San José (Tandil) | Mpal. José A. Barbieri, Ayacucho |                         |
|             |                   |     | Fabio Argüeso     | Árbitro(s): Jorge Ocaño          | Árbitro(s): Jorge Ocaño |

| 14 de abril | Villa Aguirre (Tandil) | 1:3 | Santamarina (Tandil)                    | Municipal Gral. San Martín, Tandil |                        |
|             | Cristian Cuviller      |     | Rodolfo Valerio · Maximiliano Timpanaro | Árbitro(s): Diego Albo             | Árbitro(s): Diego Albo |

| 14 de abril | Deportivo Tandil (Tandil)         | 2:0 | UNICEN (Tandil) | Gimnasia, Tandil            |                             |
|             | Mauricio Herrera · Luciano Celaya |     |                 | Árbitro(s): Gustavo Beckman | Árbitro(s): Gustavo Beckman |

| 14 de abril | Excursionistas (Tandil) | 1:2 | Independiente (Tandil)        | Excursionistas, Tandil     |                            |
|             | Matías Lecuona          |     | Mariano Disipio · Lucas Porta | Árbitro(s): Marcelo Torres | Árbitro(s): Marcelo Torres |

| 14 de abril | Ferrocarril Sud (Tandil)                         | 2:2     | Gimnasia (Tandil)                          | Dámaso Latasa, Tandil     |                           |
|             | Marcos Aberastegui 36' · Gustavo Arozarena 90+2' | Reporte | Sebastián Belsito 49' · Lautaro Villar 77' | Árbitro(s): Lucas Novelli | Árbitro(s): Lucas Novelli |

| 21 de abril | Estrada (Ayacucho)                           | 3:4 | Velense (M. I. Vela)                                                    | Mpal. José A. Barbieri, Ayacucho |                             |
|             | Rodrigo Zárate · Álex Córdoba · Nicolás Cruz |     | Luciano De la Canal · Martín Zabaleta · Lucas Zabala · Nicolás Gorosito | Árbitro(s): Lucas Gualdieri      | Árbitro(s): Lucas Gualdieri |

| 21 de abril | Sarmiento (Ayacucho)                           | 3:1 | Alumni (Benito Juárez) | Mpal. José A. Barbieri, Ayacucho |                                |
|             | Leandro Parra · Adrián Roelof · Abel Najurieta |     | Gustavo Arista         | Árbitro(s): Alejandro Troncoso   | Árbitro(s): Alejandro Troncoso |

| 21 de abril | Botafogo (Rauch) | 1:1 | San Lorenzo (Rauch) | Botafogo, Rauch |  |
|             | Pablo Atucha     |     | César Hernández     |                 |  |

| 21 de abril | Juarense (Benito Juárez) | 0:2     | Defensores (Ayacucho)           | Gastón Lafon, Benito Juárez |                            |
|             |                          | Reporte | Leonardo Ríos · Víctor Gorrassi | Árbitro(s): Rómulo Acevedo  | Árbitro(s): Rómulo Acevedo |

| 21 de abril | Loma Negra (Barker)                | 3:3 | Atlético Ayacucho                   | Loma Negra, Villa Cacique |                        |
|             | Alfonso Constantín · Nelson García |     | Julián Aguirre · Mariano Montalivet | Árbitro(s): Diego Albo    | Árbitro(s): Diego Albo |

| 21 de abril | San José (Tandil) | 1:0 | Villa Aguirre (Tandil) | Movediza, Tandil          |                           |
|             | Facundo Solimanto |     |                        | Árbitro(s): Lucas Novelli | Árbitro(s): Lucas Novelli |

| 21 de abril | Santamarina (Tandil)          | 2:2 | Deportivo Tandil (Tandil)         | Club Hípico, Tandil        |                            |
|             | Diego Serén · Rodolfo Valerio |     | José Carabajal · Cristian Carmona | Árbitro(s): Marcelo Torres | Árbitro(s): Marcelo Torres |

| 21 de abril | Independiente (Tandil) | 1:2     | Ferrocarril Sud (Tandil)          | Agustín F. Berroeta, Tandil |                        |
|             | Lucas Porta            | Reporte | Gustavo Arozarena · Martín Pradal | Árbitro(s): Paulo Latú      | Árbitro(s): Paulo Latú |

| 21 de abril | Gimnasia (Tandil) | 1:2 | Grupo Universitario (Tandil)     | Gimnasia, Tandil               |                                |
|             | Nicolás Trasante  |     | Emmanuel Cabrera · Matías Macuso | Árbitro(s): Marcos Altamiranda | Árbitro(s): Marcos Altamiranda |

| 21 de abril | Defensores del Cerro (Tandil)   | 5:3 | Excursionistas (Tandil)            | Municipal Gral. San Martín, Tandil |                                 |
|             | Juan González · Claudio Colotti |     | Diego Pérez Rivero · Julián García | Árbitro(s): Sebastián Quinteros    | Árbitro(s): Sebastián Quinteros |

| 28 de abril | Alumni (Benito Juárez) | 0:0     | Estrada (Ayacucho) | Ferroviarios, Benito Juárez  |                              |
|             |                        | Reporte |                    | Árbitro(s): Daniel Iturregui | Árbitro(s): Daniel Iturregui |

| 28 de abril | San Lorenzo (Rauch)            | 2:4 | Sarmiento (Ayacucho)           | Municipal, Rauch |  |
|             | César Hernández · Lucas Achaga |     | Abel Najurieta · Leandro Parra |                  |  |

| 28 de abril | Defensores (Ayacucho) | 1:3 | Botafogo (Rauch)                                   | Mpal. José A. Barbieri, Ayacucho |                           |
|             | Pablo Baraiolo        |     | Matías Caballero · Federico Robles · Rodrigo Palma | Árbitro(s): Marcelo Casco        | Árbitro(s): Marcelo Casco |

| 28 de abril | Atlético Ayacucho                       | 2:1 | Juarense (Benito Juárez) | Mpal. José A. Barbieri, Ayacucho |                             |
|             | Iñaqui Oillataguerre · Nicolás Baraiolo |     | Germán González          | Árbitro(s): Daniel Figueroa      | Árbitro(s): Daniel Figueroa |

| 28 de abril | Villa Aguirre (Tandil) | 1:2 | Loma Negra (Barker)                | Agustín F. Berroeta, Tandil     |                                 |
|             | Cristian Cuviller      |     | Alfonso Constantín · Nélson García | Árbitro(s): Sebastián Quinteros | Árbitro(s): Sebastián Quinteros |

| 28 de abril | Deportivo Tandil (Tandil) | 1:3 | San José (Tandil)                              | Gimnasia, Tandil          |                           |
|             | Mauricio Herrera ·        |     | Fabio Argüeso · Lautaro Llano · Juan Lanestosa | Árbitro(s): Carlos Rivero | Árbitro(s): Carlos Rivero |

| 28 de abril | Ferrocarril Sud (Tandil) | 2:0 | Excursionistas (Tandil) | Dámaso Latasa, Tandil          |                                |
|             | Leonel Martens           |     |                         | Árbitro(s): Marcos Altamiranda | Árbitro(s): Marcos Altamiranda |

| 28 de abril | Grupo Universitario (Tandil) | 1:0     | Independiente (Tandil) | La Movediza, Tandil    |                        |
|             | Cristian Pérez 27'           | Reporte |                        | Árbitro(s): Diego Albo | Árbitro(s): Diego Albo |

| 28 de abril | Velense (M. I. Vela) | 1:3 | Gimnasia (Tandil)                                 | Miguel Ochoa, M. I. Vela   |                            |
|             | Martín Zabaleta      |     | Franco Lunghi · Claudio Juárez · Martín Ostinelli | Árbitro(s): Marcelo Torres | Árbitro(s): Marcelo Torres |

| 28 de abril | UNICEN (Tandil)     | 1:0 | Defensores del Cerro (Tandil) | Excursionistas, Tandil      |                             |
|             | Mariano Larragneguy |     |                               | Árbitro(s): Gustavo Beckman | Árbitro(s): Gustavo Beckman |

| 5 de mayo | Estrada (Ayacucho)                              | 4:0 | San Lorenzo (Rauch) | Mpal. José A. Barbieri, Ayacucho |                             |
|           | Pablo Laria · Daniel Sutil · Juan Pablo Vicente |     |                     | Árbitro(s): Lucas Gualdieri      | Árbitro(s): Lucas Gualdieri |

| 5 de mayo | Sarmiento (Ayacucho)                             | 3:0 | Defensores (Ayacucho) | Mpal. José A. Barbieri, Ayacucho |                         |
|           | Abel Najurieta · Leandro Parra · Diego Fernández |     |                       | Árbitro(s): Jorge Ocaño          | Árbitro(s): Jorge Ocaño |

| 5 de mayo | Botafogo (Rauch) | 0:0 | Atlético Ayacucho | Municipal, Rauch             |  |
|           |                  |     |                   | Árbitro(s): Javier Caballero |  |

| 5 de mayo | Juarense (Benito Juárez)                                          | 4:1     | Villa Aguirre (Tandil) | Gastón Lafón, Benito Juárez |  |
|           | Juan Cruz Riganti 18' · Augusto Mozzo 26' · Luciano Silva 44' 60' | Reporte | Marcelo Abadié 53'     |                             |  |

| 5 de mayo | Loma Negra (Barker) | 1:3 | Deportivo Tandil (Tandil) | Loma Negra, Villa Cacique       |                                 |
|           | Alfonso Constantín  |     | Alan García · Martín Díaz | Árbitro(s): Sebastián Quinteros | Árbitro(s): Sebastián Quinteros |

| 5 de mayo | Santamarina (Tandil)                                                      | 5:2 | UNICEN (Tandil)                    | Club Hípico, Tandil       |                           |
|           | Germán Giannacini · Damián Petrecca · Diego Serén · Maximiliano Timpanaro |     | Javier Ferreiro · Mariano Zinóvile | Árbitro(s): Carlos Rivero | Árbitro(s): Carlos Rivero |

| 5 de mayo | Excursionistas (Tandil) | 0:2 | Grupo Universitario (Tandil)     | Excursionistas, Tandil |                        |
|           |                         |     | Matías Méndez · Emmanuel Cabrera | Árbitro(s): Paulo Latú | Árbitro(s): Paulo Latú |

| 5 de mayo | Independiente (Tandil)                                                 | 6:1 | Velense (M. I. Vela) | Agustín F. Berroeta, Tandil    |                                |
|           | Gonzalo Rotonda · Maximiliano Villar · Gonzalo Turri · Emilio Galavert |     | Martín Zabaleta      | Árbitro(s): Marcos Altamiranda | Árbitro(s): Marcos Altamiranda |

| 5 de mayo | Gimnasia (Tandil) | 1:3 | Alumni (Benito Juárez)                  | Gimnasia, Tandil            |                             |
|           | Franco Rossi      |     | Francisco Gómez Olsen · Emiliano Goitea | Árbitro(s): Gustavo Beckman | Árbitro(s): Gustavo Beckman |

| 5 de mayo | Ferrocarril Sud (Tandil)                           | 4:1     | Defensores del Cerro (Tandil) | Dámaso Latasa, Tandil  |                        |
|           | Franco Reynoso · Gustavo Arozarena · Martín Pradal | Reporte | Sebastián Gorozo              | Árbitro(s): Diego Albo | Árbitro(s): Diego Albo |

| 17 de marzo | Deportivo Tandil (Tandil) | 0:3 | Juarense (Benito Juárez)      | Gimnasia, Tandil       |                        |
|             |                           |     | Luciano Silva · Facundo Ponce | Árbitro(s): Diego Albo | Árbitro(s): Diego Albo |

| 17 de marzo | UNICEN (Tandil) | 1:0 | San José (Tandil) | Excursionistas, Tandil     |                            |
|             | Rodrigo Gomba   |     |                   | Árbitro(s): Marcelo Torres | Árbitro(s): Marcelo Torres |

| 17 de marzo | Grupo Universitario (Tandil) | 1:1 | Ferrocarril Sud (Tandil) | Movediza, Tandil               |                                |
|             | Agustín Olaechea             |     | Lucas Del Carlo          | Árbitro(s): Marcos Altamiranda | Árbitro(s): Marcos Altamiranda |

| 17 de marzo | Alumni (Benito Juárez)               | 2:3     | Independiente (Tandil)                                       | Ferroviarios, Benito Juárez |                          |
|             | Juan Garay 13' · Emiliano Goitea 41' | Reporte | Joaquín Hernández 62' · Julián Andrada 88' · Mauro Porro 90' | Árbitro(s): Diego Molina    | Árbitro(s): Diego Molina |

| 17 de marzo | San Lorenzo (Rauch) | 1:3 | Gimnasia (Tandil)             | Municipal, Rauch             |                              |
|             | Matías Porrazo      |     | Juan Kwist · Lautaro Villar · | Árbitro(s): Germán Caballero | Árbitro(s): Germán Caballero |

| 17 de marzo | Santamarina (Tandil)       | 2:2 | Defensores del Cerro (Tandil)   | Club Hípico, Tandil    |                        |
|             | Matías Gogna · Juan Juárez |     | Lucas Ruarte · Sebastián Gorozo | Árbitro(s): Paulo Latú | Árbitro(s): Paulo Latú |

| 20 de marzo | Defensores (Ayacucho)               | 3:0     | Estrada (Ayacucho) | Mpal. José A. Barbieri, Ayacucho |  |
|             | Nicolás Barrutia · Lucio Esteberena | Reporte |                    |                                  |  |

| 21 de marzo | Atlético Ayacucho | 0:2     | Sarmiento (Ayacucho)         | Mpal. José A. Barbieri, Ayacucho |                                |
|             |                   | Reporte | Pablo Wirsch · Martín Scerbo | Árbitro(s): Alejandro Troncoso   | Árbitro(s): Alejandro Troncoso |

| 22 de marzo | Velense (M. I. Vela) | 1:3     | Excursionistas (Tandil)                               | Municipal Gral. San Martín, Tandil |                           |
|             | Martín Zabaleta      | Reporte | Matías Lecuona · Agustín Ferreyra · Luciano Bonarrigo | Árbitro(s): Lucas Novelli          | Árbitro(s): Lucas Novelli |

| 22 de marzo | Villa Aguirre (Tandil) | 2:1 | Botafogo (Rauch) | Municipal Gral. San Martín, Tandil |                           |
|             | Marcelo Abadié         |     | Matías Caballero | Árbitro(s): Lucas Novelli          | Árbitro(s): Lucas Novelli |

| 25 de mayo | Estrada (Ayacucho) | 1:1 | Atlético Ayacucho  | Mpal. José A. Barbiei, Ayacucho |                             |
|            | Daniel Sutil       |     | Gastón Olavarrieta | Árbitro(s): Lucas Gualdieri     | Árbitro(s): Lucas Gualdieri |

| 25 de mayo | Sarmiento (Ayacucho)           | 2:1 | Villa Aguirre (Tandil) | Mpal. José A. Barbiei, Ayacucho |                         |
|            | Abel Najurieta · Martín Scerbo |     | Gastón Núñez           | Árbitro(s): Jorge Ocaño         | Árbitro(s): Jorge Ocaño |

| 25 de mayo | Botafogo (Rauch) | 0:1 | Deportivo Tandil (Tandil) | Botafogo, Rauch             |                             |
|            |                  |     | Luis De Lorenzo           | Árbitro(s): Paulo Caballero | Árbitro(s): Paulo Caballero |

| 26 de mayo | Loma Negra (Barker) | 0:0 | UNICEN (Tandil) | Loma Negra, Villa Cacique      |  |
|            |                     |     |                 | Árbitro(s): Marcos Altamiranda |  |

| 26 de mayo | San José (Tandil) | 1:5 | Santamarina (Tandil)                                                          | Movediza, Tandil            |                             |
|            | Juan Lanestosa    |     | Damián Petrecca · Maximiliano Timpanaro · Germán Giannacini · Nicolás Valerio | Árbitro(s): Gustavo Beckman | Árbitro(s): Gustavo Beckman |

| 26 de mayo | Ferrocarril Sud (Tandil)                 | 2:1     | Velense (M. I. Vela) | Dámaso Latasa, Tandil  |                        |
|            | Matías Southwell 18' · Damián Villar 53' | Reporte | Gabriel Durruty 69'  | Árbitro(s): Paulo Latú | Árbitro(s): Paulo Latú |

| 26 de mayo | Excursionistas (Tandil) | 1:2     | Alumni (Benito Juárez) | Excursionistas, Tandil          |                                 |
|            | Diego Pérez Rivero      | Reporte | Gustavo Arista         | Árbitro(s): Sebastián Quinteros | Árbitro(s): Sebastián Quinteros |

| 26 de mayo | Independiente (Tandil)                         | 3:0 | San Lorenzo (Rauch) | Agustín F. Berroeta, Tandil |                             |
|            | Lucas Porta · Gonzalo Rotonda · Julián Andrada |     |                     | Árbitro(s): Víctor González | Árbitro(s): Víctor González |

| 26 de mayo | Gimnasia (Tandil) | 1:1 | Defensores (Ayacucho) | Gimnasia, Tandil           |                            |
|            | Ariel Paredes     |     | Juan Pablo Etcheverry | Árbitro(s): Marcelo Torres | Árbitro(s): Marcelo Torres |

| 26 de mayo | Defensores del Cerro (Tandil)   | 2:2 | Grupo Universitario (Tandil)   | Club Hípico, Tandil       |                           |
|            | Pedro Murrone · Marcelo Vázquez |     | Cristian Pérez · Matías Méndez | Árbitro(s): Lucas Novelli | Árbitro(s): Lucas Novelli |

| 2 de junio | Villa Aguirre (Tandil) | 2:0 | Estrada (Ayacucho) | Municipal Gral. San Martín, Tandil |                                 |
|            | Marcelo Abadié         |     |                    | Árbitro(s): Sebastián Quinteros    | Árbitro(s): Sebastián Quinteros |

| 2 de junio | Deportivo Tandil (Tandil) | 1:2     | Sarmiento (Ayacucho)     | Gimnasia, Tandil               |                                |
|            | Mauricio Herrera 30'      | Reporte | Adrián Roelofs 27' 90+4' | Árbitro(s): Marcos Altamiranda | Árbitro(s): Marcos Altamiranda |

| 2 de junio | UNICEN (Tandil) | 0:2 | Juarense (Benito Juárez)        | Excursionistas, Tandil    |                           |
|            |                 |     | Germán González · Luciano Silva | Árbitro(s): Lucas Novelli | Árbitro(s): Lucas Novelli |

| 2 de junio | Santamarina (Tandil)                                                                                           | 6:1 | Loma Negra (Barker) | Club Hípico, Tandil    |                        |
|            | Agustín Lucio · Matías Gogna · Bernardo Lasarte · Damián Petrecca · Maximiliano Timpanaro · Germán Giannaccini |     | Alfonso Constantín  | Árbitro(s): Paulo Latú | Árbitro(s): Paulo Latú |

| 2 de junio | Atlético Ayacucho | 0:0 | Gimnasia (Tandil) | Mpal. José A. Barbieri, Ayacucho |  |
|            |                   |     |                   | Árbitro(s): Marcelo Casco        |  |

| 2 de junio | Defensores (Ayacucho) | 1:0 | Independiente (Tandil) | Mpal. José A. Barbieri, Ayacucho |                             |
|            | Federico Arca         |     |                        | Árbitro(s): Daniel Figueroa      | Árbitro(s): Daniel Figueroa |

| 2 de junio | San Lorenzo (Rauch)                                   | 4:2 | Excursionistas (Tandil)               | Municipal, Rauch             |                              |
|            | Victoriano Cano Kelly · Luciano Gómez · Lucas Benítez |     | Facundo Echeverría · Agustín Ferreyra | Árbitro(s): Javier Caballero | Árbitro(s): Javier Caballero |

| 2 de junio | Alumni (Benito Juárez) | 0:0     | Ferrocarril Sud (Tandil) | Alumni, Benito Juárez      |                            |
|            |                        | Reporte |                          | Árbitro(s): Rómulo Acevedo | Árbitro(s): Rómulo Acevedo |

| 2 de junio | San José (Tandil) | 0:2 | Defensores del Cerro (Tandil) | Movediza, Tandil           |                            |
|            |                   |     | Juan González                 | Árbitro(s): Marcelo Torres | Árbitro(s): Marcelo Torres |

| 27 de junio | Velense (M. I. Vela) | 1:2     | Grupo Universitario (Tandil)           | Municipal Gral. San Martín, Tandil |                                  |
|             | Enzo Saracho 55'     | Reporte | Matías Méndez 16' · Cristian Pérez 24' | Árbitro(s): Víctor Hugo González   | Árbitro(s): Víctor Hugo González |

| 9 de junio | Estrada (Ayacucho) | 0:0 | Deportivo Tandil (Tandil) | Mpal. José A. Barbieri, Ayacucho |  |

| 9 de junio | Botafogo (Rauch) | 1:4 | UNICEN (Tandil)                                      | Botafogo, Rauch |  |
|            | Matías Caballero |     | Rodrigo Gomba · Nicolás Castro · Mariano Larragneguy |                 |  |

| 9 de junio | Juarense (Benito Juárez) | 0:3     | Santamarina (Tandil)                                            | Gastón Lafón, Benito Juárez |                          |
|            |                          | Reporte | Guillermo Veloz 6' · Damián Petrecca 30' · Valentín Corsi 90+2' | Árbitro(s): Javier Pérez    | Árbitro(s): Javier Pérez |

| 9 de junio | Loma Negra (Barker) | 0:1 | San José (Tandil)    | Loma Negra, Villa Cacique        |                                  |
|            |                     |     | Ramiro Arteagaveytía | Árbitro(s): Víctor Hugo González | Árbitro(s): Víctor Hugo González |

| 9 de junio | Gimnasia (Tandil)                                                                       | 5:1 | Villa Aguirre (Tandil) | Gimnasia, Tandil          |                           |
|            | Sebastián Belsito · Juan Elgadale · Nicolás Trasante · Juan Barbeira · Leandro Buccella |     | Marcelo Abadie         | Árbitro(s): Lucas Novelli | Árbitro(s): Lucas Novelli |

| 9 de junio | Independiente (Tandil) | 0:0 | Atlético Ayacucho | Agustín F. Berroeta, Tandil |  |
|            |                        |     |                   | Árbitro(s): Paulo Latú      |  |

| 9 de junio | Excursionistas (Tandil)                             | 3:0 | Defensores (Ayacucho) | Excursionistas, Tandil    |                           |
|            | Juan Galbán · Diego Andolfatti · Diego Pérez Rivero |     |                       | Árbitro(s): Carlos Rivero | Árbitro(s): Carlos Rivero |

| 9 de junio | Ferrocarril Sud (Tandil)            | 3:2 | San Lorenzo (Rauch)               | Dámaso Latasa, Tandil          |                                |
|            | Gustavo Arozarena · Federico Cadona |     | César Hernández · Emiliano Flores | Árbitro(s): Marcos Altamiranda | Árbitro(s): Marcos Altamiranda |

| 9 de junio | Grupo Universitario (Tandil)      | 2:1     | Alumni (Benito Juárez) | Movediza, Tandil           |                            |
|            | Leandro Velázquez · Matías Méndez | Reporte | Gustavo Arista         | Árbitro(s): Marcelo Torres | Árbitro(s): Marcelo Torres |

| 9 de junio | Defensores del Cerro (Tandil)       | 2:3     | Velense (M. I. Vela)                                       | Municipal Gral. San Martín, Tandil |                        |
|            | Lucas Ruarte 4' · Juan González 64' | Reporte | Enzo Saracho 2' · Kevin Fernández 18' · Juan Álvarez 90+1' | Árbitro(s): Diego Albo             | Árbitro(s): Diego Albo |

| 16 de junio | UNICEN (Tandil)      | 1:0     | Sarmiento (Ayacucho) | Excursionistas, Tandil |                        |
|             | Matías Gramuglia 63' | Reporte |                      | Árbitro(s): Diego Albo | Árbitro(s): Diego Albo |

| 16 de junio | Santamarina (Tandil)                   | 3:0 | Botafogo (Rauch) | Club Hípico, Tandil       |                           |
|             | Maximiliano Timpanaro · Leonardo Gogna |     |                  | Árbitro(s): Lucas Novelli | Árbitro(s): Lucas Novelli |

| 16 de junio | San José (Tandil)    | 2:1 | Juarense (Benito Juárez) | Movediza, Tandil                |                                 |
|             | Ramiro Arteagaveytía |     | Germán González          | Árbitro(s): Sebastián Quinteros | Árbitro(s): Sebastián Quinteros |

| 16 de junio | Deportivo Tandil (Tandil) | 0:2 | Gimnasia (Tandil)                    | Gimnasia, Tandil                 |                                  |
|             |                           |     | Francisco Torres · Sebastián Belsito | Árbitro(s): Víctor Hugo González | Árbitro(s): Víctor Hugo González |

| 16 de junio | Villa Aguirre (Tandil)         | 2:4 | Independiente (Tandil)                                               | Figueroa, Tandil            |                             |
|             | Cristian Cuviller · Alan Ortiz |     | Roger Rotonda · Mariano Disipio · Gonzalo Turri · Maximiliano Villar | Árbitro(s): Gustavo Beckman | Árbitro(s): Gustavo Beckman |

| 16 de junio | Atlético Ayacucho                       | 2:1 | Excursionistas (Tandil) | Mpal. José A. Barbieri, Ayacucho |                             |
|             | Julián Aguirre · Laureano Pereyra pen.' |     | Diego Pérez Rivero      | Árbitro(s): Lucas Gualdieri      | Árbitro(s): Lucas Gualdieri |

| 16 de junio | Defensores (Ayacucho) | 0:2 | Ferrocarril Sud (Tandil)     | Mpal. José A. Barbieri, Ayacucho |  |
|             |                       |     | Juan Sánchez · Damián Villar |                                  |  |

| 16 de junio | San Lorenzo (Rauch) | 0:0 | Grupo Universitario (Tandil) | Municipal, Rauch            |  |
|             |                     |     |                              | Árbitro(s): Paulo Caballero |  |

| 16 de junio | Alumni (Benito Juárez) | 1:1     | Velense (M. I. Vela) | Alumni, Benito Juárez      |                            |
|             | Gustavo Arista 37'     | Reporte | Juan Álvarez 81'     | Árbitro(s): Horacio Alonso | Árbitro(s): Horacio Alonso |

| 16 de junio | Loma Negra (Barker) | 1:4 | Defensores del Cerro (Tandil)                   | Loma Negra, Villa Cacique      |                                |
|             | Nelson García       |     | Gonzalo Cadona · Lucas Ruarte · Claudio Colotti | Árbitro(s): Marcos Altamiranda | Árbitro(s): Marcos Altamiranda |

| 23 de junio | Estrada (Ayacucho) | 1:2 | UNICEN (Tandil)                 | Mpal. José A. Barbieri, Ayacucho |  |
|             | Julián Arrut       |     | Néstor Ferreiro · Rodrigo Gomba |                                  |  |

| 23 de junio | Sarmiento (Ayacucho)            | 2:1 | Santamarina (Tandil) | Mpal. José A. Barbieri, Ayacucho |  |
|             | Abel Najurieta · Adrián Roelofs |     | Matías Gogna         |                                  |  |

| 23 de junio | Botafogo (Rauch) | 1:1 | San José (Tandil) | Botafogo, Rauch |  |
|             | Marcelo Rímoli   |     | Fabio Argüeso     |                 |  |

| 23 de junio | Juarense (Benito Juárez) | 1:0     | Loma Negra (Barker) | Gastón Lafón, Benito Juárez  |                              |
|             | Juan Cruz Riganti 52'    | Reporte |                     | Árbitro(s): Daniel Iturregui | Árbitro(s): Daniel Iturregui |

| 23 de junio | Independiente (Tandil) | 8:0     | Deportivo Tandil (Tandil) | Agustín F. Berroeta, Tandil     |                                 |
|             | Gonzalo Turri 21' 31' · Gonzalo Rotonda 24' · Juan Puggioni 30' (a.g.) · Roger Rotonda 40' · Maximiliano Villar 41' · Mariano Rodríguez 61' · Lucas Porta 89' | Reporte |                           | Árbitro(s): Sebastián Quinteros | Árbitro(s): Sebastián Quinteros |

| 23 de junio | Excursionistas (Tandil) | 2:1 | Villa Aguirre (Tandil) | Excursionistas, Tandil     |                            |
|             | Diego Pérez Rivero      |     | Cristian Cuviller      | Árbitro(s): Marcelo Torres | Árbitro(s): Marcelo Torres |

| 23 de junio | Ferrocarril Sud (Tandil)                                | 3:1 | Atlético Ayacucho | Dámaso Latassa, Tandil    |                           |
|             | Emilian Aranda · Esteban Bonarrigo pen.' · Martín Ribas |     | Laureano Pereyra  | Árbitro(s): Lucas Novelli | Árbitro(s): Lucas Novelli |

| 23 de junio | Grupo Universitario (Tandil)        | 2:0 | Defensores (Ayacucho) | Movediza, Tandil                 |                                  |
|             | Sebastián Baquero · Nicolás Peralta |     |                       | Árbitro(s): Víctor Hugo González | Árbitro(s): Víctor Hugo González |

| 23 de junio | Velense (M. I. Vela)                                                     | 5:2 | San Lorenzo (Rauch) | Miguel Ochoa, Vela             |                                |
|             | Lucas Olagaray · Luciano De la Canal · Martín Zabaleta · Kevin Fernández |     | César Hernández     | Árbitro(s): Marcos Altamiranda | Árbitro(s): Marcos Altamiranda |

| 23 de junio | Defensores del Cerro (Tandil)                                                        | 5:2 | Alumni (Benito Juárez)                 | Figueroa, Tandil            |                             |
|             | Leandro González · Emanuel Cadona · Gonzalo Cadona · Juan González · Claudio Colotti |     | Carlos Darreta · Francisco Gómez Olsen | Árbitro(s): Gustavo Beckman | Árbitro(s): Gustavo Beckman |

| 30 de junio | Santamarina (Tandil) | 0:0 | Estrada (Ayacucho) | Club Hípico, Tandil             |  |
|             |                      |     |                    | Árbitro(s): Sebastián Quinteros |  |

| 30 de junio | San José (Tandil) | 0:0 | Sarmiento (Ayacucho) | Movediza, Tandil                 |  |
|             |                   |     |                      | Árbitro(s): Víctor Hugo González |  |

| 30 de junio | Loma Negra (Barker)          | 2:0 | Botafogo (Rauch) | Loma Negra, Villa Cacique |                          |
|             | Nicasio Elia · Nelson García |     |                  | Árbitro(s): Matías Picot  | Árbitro(s): Matías Picot |

| 30 de junio | UNICEN (Tandil)     | 1:0     | Gimnasia (Tandil) | Excursionistas, Tandil     |                            |
|             | Mariano Larragneguy | Reporte |                   | Árbitro(s): Marcelo Torres | Árbitro(s): Marcelo Torres |

| 30 de junio | Deportivo Tandil (Tandil) | 0:2 | Excursionistas (Tandil) | Gimnasia, Tandil          |                           |
|             |                           |     | Diego Pérez Rivero      | Árbitro(s): Lucas Novelli | Árbitro(s): Lucas Novelli |

| 30 de junio | Villa Aguirre (Tandil) | 1:5 | Ferrocarril Sud (Tandil)                                                                 | Figueroa, Tandil       |                        |
|             | Gastón Núñez           |     | Emiliano Aranda · Esteban Bonarrigo · Leandro Candia · Matías Southwell · Franco Reynoso | Árbitro(s): Paulo Latú | Árbitro(s): Paulo Latú |

| 30 de junio | Atlético Ayacucho                   | 2:1 | Grupo Universitario (Tandil) | Mpal. José A. Barbieri, Ayacucho |                             |
|             | Julián Aguirre · Gastón Olavarrieta |     | Cristian Pérez               | Árbitro(s): Daniel Figueroa      | Árbitro(s): Daniel Figueroa |

| 30 de junio | Defensores (Ayacucho) | 0:1 | Velense (M. I. Vela) | Mpal. José A. Barbieri, Ayacucho |  |
|             |                       |     | Juan Álvarez         |                                  |  |

| 30 de junio | San Lorenzo (Rauch)                 | 2:4     | Alumni (Benito Juárez)                             | Municipal, Rauch |  |
|             | Emiliano Flores · Facundo Maldonado | Reporte | Marcelo Díaz · Francisco Gómez Olsen · Brian Pérez |                  |  |

| 30 de junio | Juarense (Benito Juárez) | 1:2     | Defensores del Cerro (Tandil)        | Gastón Lafón, Benito Juárez  |                              |
|             | Julio Milano 58'         | Reporte | Lucas Ruarte 35' · Pedro Murrone 74' | Árbitro(s): Daniel Iturregui | Árbitro(s): Daniel Iturregui |

| 7 de julio | Estrada (Ayacucho)             | 2:1 | San José (Tandil) | Mpal. José A. Barbieri, Ayacucho |                         |
|            | Baltazar Sánchez · Pablo Laria |     | Jorge Martínez    | Árbitro(s): Jorge Ocaño          | Árbitro(s): Jorge Ocaño |

| 7 de julio | Sarmiento (Ayacucho)              | 2:2 | Loma Negra (Barker)         | Mpal. José A. Barbieri, Ayacucho |                             |
|            | Luciano Lorenzo · Marcos Martínez |     | Pablo Burgos · Martín Baier | Árbitro(s): Lucas Gualdieri      | Árbitro(s): Lucas Gualdieri |

| 7 de julio | Botafogo (Rauch)                   | 2:4 | Juarense (Benito Juárez)                                   | Botafogo, Rauch |  |
|            | Matías Caballero · Federico Robles |     | Germán González · Juan Cruz Riganti · Alejandro Bacigalupe |                 |  |

| 7 de julio | Gimnasia (Tandil) | 0:3 | Santamarina (Tandil)                             | Gimnasia, Tandil          |                           |
|            |                   |     | Matías Gogna · Rodolfo Valerio · Damián Petrecca | Árbitro(s): Lucas Novelli | Árbitro(s): Lucas Novelli |

| 7 de julio | Independiente (Tandil)                    | 3:1     | UNICEN (Tandil)         | Agustín F. Berroeta, Tandil      |                                  |
|            | Gonzalo Rotonda 32' 50' · Lucas Porta 67' | Reporte | Mariano Larragneguy 54' | Árbitro(s): Víctor Hugo González | Árbitro(s): Víctor Hugo González |

| 7 de julio | Ferrocarril Sud (Tandil) | 1:0 | Deportivo Tandil (Tandil) | Dámaso Latasa, Tandil  |                        |
|            | Gustavo Arozarena        |     |                           | Árbitro(s): Diego Albo | Árbitro(s): Diego Albo |

| 7 de julio | Grupo Universitario (Tandil)                                    | 5:0 | Villa Aguirre (Tandil) | Movediza, Tandil            |                             |
|            | Lucas Peralta · Matías Méndez · Cristian Pérez · Juan Cerfoglia |     |                        | Árbitro(s): Gustavo Beckman | Árbitro(s): Gustavo Beckman |

| 7 de julio | Velense (M. I. Vela)                                       | 3:1 | Atlético Ayacucho       | Miguel Ochoa, M. I. Vela        |                                 |
|            | Luciano De la Canal 35' · Juan Rifé 67' · Enzo Saracho 80' |     | Juan Ignacio Pereyra 4' | Árbitro(s): Sebastián Quinteros | Árbitro(s): Sebastián Quinteros |

| 7 de julio | Alumni (Benito Juárez)                  | 2:1     | Defensores (Ayacucho)     | Alumni, Benito Juárez    |                          |
|            | Marcelo Díaz 85' · Carlos Darreta 90+2' | Reporte | Juan Pablo Etcheverry 80' | Árbitro(s): Javier Pérez | Árbitro(s): Javier Pérez |

| 7 de julio | Defensores del Cerro (Tandil)      | 3:1 | San Lorenzo (Rauch)   | Figueroa, Tandil       |                        |
|            | Ezequiel Lucero · Sebastián Gorozo |     | Victoriano Cano Kelly | Árbitro(s): Paulo Latú | Árbitro(s): Paulo Latú |

| 14 de julio                                                                                                | Loma Negra (Barker) | vs. | Estrada (Ayacucho) | Loma Negra, Villa Cacique |  |
| |                     |     |                    | Árbitro(s): Lucas Novelli |  |
| El partido se suspendió por falta de efectivos policiales. Luego Estrada le cedió los puntos a Loma Negra. |                     |     |                    |                           |  |

| 14 de julio | Juarense (Benito Juárez) | 1:0     | Sarmiento (Ayacucho) | Gastón Lafón, Benito Juárez  |                              |
|             | Germán González 30'      | Reporte |                      | Árbitro(s): Daniel Iturregui | Árbitro(s): Daniel Iturregui |

| 14 de julio | San José (Tandil) | 0:3 | Gimnasia (Tandil)                              | Movediza, Tandil                 |                                  |
|             |                   |     | Claudio Juárez · Juan Barbeira · Ariel Paredes | Árbitro(s): Víctor Hugo González | Árbitro(s): Víctor Hugo González |

| 14 de julio | Santamarina (Tandil) | 1:0     | Independiente (Tandil) | Club Hípico, Tandil    |                        |
|             | Guillermo Veloz 48'  | Reporte |                        | Árbitro(s): Paulo Latú | Árbitro(s): Paulo Latú |

| 14 de julio | UNICEN (Tandil)     | 1:1 | Excursionistas (Tandil) | Excursionistas, Tandil |                        |
|             | Mariano Larragneguy |     | Diego Pérez Rivero      | Árbitro(s): Diego Albo | Árbitro(s): Diego Albo |

| 14 de julio | Deportivo Tandil (Tandil) | 1:1 | Grupo Universitario (Tandil) | Gimnasia, Tandil                |                                 |
|             | Leandro Barrera           |     | Mario Cabrera                | Árbitro(s): Sebastián Quinteros | Árbitro(s): Sebastián Quinteros |

| 14 de julio | Villa Aguirre (Tandil) | 0:3 | Velense (M. I. Vela)               | Figueroa, Tandil           |                            |
|             |                        |     | Enzo Saracho · Luciano De la Canal | Árbitro(s): Marcelo Torres | Árbitro(s): Marcelo Torres |

| 14 de julio | Atlético Ayacucho                                                                                  | 4:2 | Alumni (Benito Juárez)               | Mpal. José A. Barbieri, Ayacucho |                             |
|             | Fernando Viere 40' · Iñaqui Oillataguerre 49' · Laureano Pereyra 61' (pen.) · Julián Aguirre 90+2' |     | Gustavo Arista 8' · Braian Pérez 29' | Árbitro(s): Daniel Figueroa      | Árbitro(s): Daniel Figueroa |

| 14 de julio | Defensores (Ayacucho)                                                               | 4:3 | San Lorenzo (Rauch)                     | Mpal. José A. Barbieri, Ayacucho |  |
|             | Luciano Gómez -' (a.g.) · Mariano Broggi · Juan Pablo Etcheverry · Nicolás Barrutia |     | Emiliano Flores · Victoriano Cano Kelly |                                  |  |

| 14 de julio | Botafogo (Rauch) | 1:4 | Defensores del Cerro (Tandil)                 | Municipal, Rauch |  |
|             | Matías Caballero |     | Lucas Ruarte · Juan González · Gonzalo Cadona |                  |  |

| 1 de septiembre | Estrada (Ayacucho) | 1:1 | Juarense (Benito Juárez) | Mpal. José A. Barbieri, Ayacucho |  |
|                 | Álex Córdoba       |     | Augusto Mozzo            |                                  |  |

| 1 de septiembre | Sarmiento (Ayacucho)             | 2:0 | Botafogo (Rauch) | Mpal. José A. Barbieri, Ayacucho |  |
|                 | Braulio Lorenzo · Adrián Roelofs |     |                  |                                  |  |

| 1 de septiembre | Gimnasia (Tandil)                | 2:2 | Loma Negra (Barker)                  | Gimnasia, Tandil          |                           |
|                 | Francisco Torres · Juan Barbeira |     | Guillermo Núñez · Alfonso Constantin | Árbitro(s): Carlos Rivero | Árbitro(s): Carlos Rivero |

| 1 de septiembre | Independiente (Tandil)        | 3:1 | San José (Tandil) | Agustín F. Berroeta, Tandil |                        |
|                 | Lucas Porta · Gonzalo Rotonda |     | Nicolás Luján     | Árbitro(s): Diego Albo      | Árbitro(s): Diego Albo |

| 1 de septiembre | Excursionistas (Tandil) | 0:0 | Santamarina (Tandil) | Excursionistas, Tandil          |  |
|                 |                         |     |                      | Árbitro(s): Sebastián Quinteros |  |

| 1 de septiembre | Ferrocarril Sud (Tandil)    | 3:1     | UNICEN (Tandil) | Dámaso Latasa, Tandil     |                           |
|                 | Martín Ribas · Juan Sánchez | Reporte | Martín Rivarola | Árbitro(s): Lucas Novelli | Árbitro(s): Lucas Novelli |

| 1 de septiembre | Velense (M. I. Vela)                         | 4:3 | Deportivo Tandil (Tandil)   | Miguel Ochoa, Vela     |                        |
|                 | Lucas Zabala · Juan Rifé · Leandro Narciandi |     | Mariano Sacco · Martín Díaz | Árbitro(s): Paulo Latú | Árbitro(s): Paulo Latú |

| 1 de septiembre | Alumni (Benito Juárez) | 0:0     | Villa Aguirre (Tandil) | Alumni, Benito Juárez        |                              |
|                 |                        | Reporte |                        | Árbitro(s): Daniel Iturregui | Árbitro(s): Daniel Iturregui |

| 1 de septiembre | San Lorenzo (Rauch) | 0:1 | Atlético Ayacucho | Municipal, Rauch           |                            |
|                 |                     |     | Jorge Maciel      | Árbitro(s): Bruno Herreria | Árbitro(s): Bruno Herreria |

| 1 de septiembre | Defensores del Cerro (Tandil)               | 3:2 | Defensores (Ayacucho)          | Figueroa, Tandil               |                                |
|                 | Mario Lucero · Lucas Ruarte · Pedro Murrone |     | Leonardo Ríos · Marcos Ramírez | Árbitro(s): Marcos Altamiranda | Árbitro(s): Marcos Altamiranda |

| 15 de septiembre | Botafogo (Rauch) | 7:1 | Estrada (Ayacucho) | Botafogo, Rauch |  |
|                  | Marcelo Rímoli · Rodrigo Palma · Matías Caballero · Juan Ledesma - ' (a.g.) · Damián Lourtau · Juan Márcico · Cristian Celaya · |     | Baltasar Sánchez   |                 |  |

| 15 de septiembre | Juarense (Benito Juárez)              | 2:4     | Gimnasia (Tandil)                                                                 | Gastón Lafón, Benito Juárez |                          |
|                  | Luciano Silva 42' · Martín Mendía 44' | Reporte | Sebastián Belsito 15' · Leandro Buccella 35' · Juan Kwist 54' · Juan Barbeira 77' | Árbitro(s): Javier Pérez    | Árbitro(s): Javier Pérez |

| 15 de septiembre | Loma Negra (Barker) | 1:0 | Independiente (Tandil) | Loma Negra, Villa Cacique       |                                 |
|                  | Nicasio Elía        |     |                        | Árbitro(s): Guillermo Giacoboni | Árbitro(s): Guillermo Giacoboni |

| 15 de septiembre | San José (Tandil)                | 2:0 | Excursionistas (Tandil) | Movediza, Tandil            |                             |
|                  | Lautaro Llano · Hernán Rodríguez |     |                         | Árbitro(s): Gustavo Beckman | Árbitro(s): Gustavo Beckman |

| 15 de septiembre | Santamarina (Tandil)                          | 2:0     | Ferrocarril Sud (Tandil) | Municipal Gral. San Martín, Tandil |                             |
|                  | Maximiliano Timpanaro 51' · Agustín Lucio 66' | Reporte |                          | Árbitro(s): Víctor González        | Árbitro(s): Víctor González |

| 15 de septiembre | UNICEN (Tandil) | 1:0 | Grupo Universitario (Tandil) | Excursionistas, Tandil |                        |
|                  | Rodrigo Gomba   |     |                              | Árbitro(s): Paulo Latú | Árbitro(s): Paulo Latú |

| 15 de septiembre | Villa Aguirre (Tandil)                     | 2:2 | San Lorenzo (Rauch)          | Figueroa, Tandil          |                           |
|                  | Marcelo Abadie · Nicolás Lescano -' (a.g.) |     | John Riela · Nicolás Lescano | Árbitro(s): Lucas Novelli | Árbitro(s): Lucas Novelli |

| 15 de septiembre | Atlético Ayacucho                        | 2:0 | Defensores (Ayacucho) | Mpal. José A. Barbieri, Ayacucho |                             |
|                  | Julián Aguirre 2' · Santiago Cabrera 69' |     |                       | Árbitro(s): Lucas Gualdieri      | Árbitro(s): Lucas Gualdieri |

| 15 de septiembre | Sarmiento (Ayacucho)            | 3:0 | Defensores del Cerro (Tandil) | Mpal. José A. Barbieri, Ayacucho |  |
|                  | Adrián Roelofs · Abel Najurieta |     |                               |                                  |  |

| 9 de octubre                                                                                         | Deportivo Tandil (Tandil) | 2:6     | Alumni (Benito Juárez)                                                | Municipal Gral. San Martín, Tandil |                                 |
| | Mauricio Herrera          | Reporte | Nahuel Deniro · Francisco Gómez Olsen · Gustavo Arista · Braian Pérez | Árbitro(s): Sebastián Quinteros    | Árbitro(s): Sebastián Quinteros |
| El partido debía jugarse el 15 de septiembre, pero fue suspendido por falta de efectivos policiales. |                           |         |                                                                       |                                    |                                 |

| 20 de septiembre | Grupo Universitario (Tandil) | 0:1     | Santamarina (Tandil) | Movediza, Tandil                |                                 |
|                  |                              | Reporte | Marcos Schwindt      | Árbitro(s): Guillermo Giacoboni | Árbitro(s): Guillermo Giacoboni |

| 22 de septiembre | Estrada (Ayacucho)         | 2:1 | Sarmiento (Ayacucho) | Mpal. José A. Barbieri, Ayacucho |  |
|                  | Pablo Laria · Daniel Sutil |     | Braulio Lorenzo      |                                  |  |

| 22 de septiembre | Gimnasia (Tandil)                | 2:1 | Botafogo (Rauch) | Gimnasia, Tandil          |                           |
|                  | Francisco Torres · Juan Barbeira |     | Matías Caballero | Árbitro(s): Lucas Novelli | Árbitro(s): Lucas Novelli |

| 22 de septiembre | Independiente (Tandil)                             | 4:2 | Juarense (Benito Juárez)        | Club Hípico, Tandil        |                            |
|                  | Gonzalo Rotonda · Lucas Porta · Maximiliano Villar |     | Luciano Silva · Germán González | Árbitro(s): Marcelo Torres | Árbitro(s): Marcelo Torres |

| 22 de septiembre | Excursionistas (Tandil)                                          | 6:0 | Loma Negra (Barker) | Excursionistas, Tandil |                        |
|                  | Darío Dorta · Ángel Olaechea · Roque Yuvisa · Diego Pérez Rivero |     |                     | Árbitro(s): Paulo Latú | Árbitro(s): Paulo Latú |

| 22 de septiembre | Ferrocarril Sud (Tandil) | 1:1     | San José (Tandil) | Dámaso Latasa, Tandil  |                        |
|                  | Martín Ribas             | Reporte | Alejandro Rodrigo | Árbitro(s): Diego Albo | Árbitro(s): Diego Albo |

| 22 de septiembre | Velense (M. I. Vela) | 0:0 | UNICEN (Tandil) | Social, M. I. Vela               |  |
|                  |                      |     |                 | Árbitro(s): Víctor Hugo González |  |

| 22 de septiembre | San Lorenzo (Rauch) | 2:0 | Deportivo Tandil (Tandil) | Municipal, Rauch            |                             |
|                  | Antonio Cando       |     |                           | Árbitro(s): Paulo Caballero | Árbitro(s): Paulo Caballero |

| 22 de septiembre | Defensores (Ayacucho) | 1:1 | Villa Aguirre (Tandil) | Mpal. José A. Barbieri, Ayacucho |  |
|                  | Claudio Arrayago      |     | Marcelo Abadie         |                                  |  |

| 22 de septiembre | Defensores del Cerro (Tandil) | 0:1 | Atlético Ayacucho    | Figueroa, Tandil                |                                 |
|                  |                               |     | Santiago Traiani 29' | Árbitro(s): Sebastián Quinteros | Árbitro(s): Sebastián Quinteros |

| 29 de septiembre | Sarmiento (Ayacucho)           | 2:4 | Gimnasia (Tandil)             | Mpal. José A. Barbieri, Ayacucho |                         |
|                  | Pablo Otemuro · Nicolás Toledo |     | Juan Barbeira · Ricardo Tasin | Árbitro(s): Jorge Ocaño          | Árbitro(s): Jorge Ocaño |

| 29 de septiembre | Botafogo (Rauch) | 0:6 | Independiente (Tandil)                                                                           | Botafogo, Rauch            |                            |
|                  |                  |     | Cristian Ekeroth · Facundo Lorea -' (a.g.) · Gonzalo Rotonda · Maximiliano Villar · Sergio Rizzi | Árbitro(s): Bruno Herrería | Árbitro(s): Bruno Herrería |

| 29 de septiembre | Juarense (Benito Juárez) | 1:0     | Excursionistas (Tandil) | Gastón Lafón, Benito Juárez  |                              |
|                  | Francisco Coda 55'       | Reporte |                         | Árbitro(s): Daniel Iturregui | Árbitro(s): Daniel Iturregui |

| 29 de septiembre | San José (Tandil) | 1:0 | Grupo Universitario (Tandil) | Movediza, Tandil                 |                                  |
|                  | Nicolás Luján     |     |                              | Árbitro(s): Víctor Hugo González | Árbitro(s): Víctor Hugo González |

| 29 de septiembre | Deportivo Tandil (Tandil) | 1:1 | Defensores (Ayacucho) | Gimnasia, Tandil         |                          |
|                  | Javier Díaz               |     | Nicolás Barrutia      | Árbitro(s): Matías Picot | Árbitro(s): Matías Picot |

| 29 de septiembre | Villa Aguirre (Tandil) | 1:3 | Atlético Ayacucho                                          | Figueroa, Tandil                |                                 |
|                  | Marcelo Abadie         |     | Julián Aguirre · Mariano Montalivet · Juan Ignacio Pereyra | Árbitro(s): Sebastián Quinteros | Árbitro(s): Sebastián Quinteros |

| 29 de septiembre | Estrada (Ayacucho) | 0:1 | Defensores del Cerro (Tandil) | Mpal. José A. Barbieri, Ayacucho |                             |
|                  |                    |     | Elías Videla                  | Árbitro(s): Lucas Gualdieri      | Árbitro(s): Lucas Gualdieri |

| 29 de septiembre | UNICEN (Tandil)                                            | 3:2     | Alumni (Benito Juárez)      | Excursionistas, Tandil |                        |
| | Mariano Larragneguy · Juan Mastronardi · Luciano Espíndola | Reporte | Brian Pérez · Juan Gamaleri | Árbitro(s): Diego Albo | Árbitro(s): Diego Albo |
| Suspendido a los 19' ST por lluvia, con el resultado 2 - 1 en favor de UNICEN. Se completó el 11 de octubre en el Estadio Municipal Gral. San Martín. |                                                            |         |                             |                        |                        |

| 30 de septiembre | Loma Negra (Barker)               | 2:10    | Ferrocarril Sud (Tandil) | Municipal Gral. San Martín, Tandil |                           |
|                  | Martín Baier 50' · José Romeo 75' | Reporte | Juan Sánchez 13' · Esteban Bonarrigo 24' 35' 62' · Emiliano Aranda 44' · Martín Ribas 48' 74' · Damián Villar 58' · Federico Cadona 77' 87' | Árbitro(s): Lucas Novelli          | Árbitro(s): Lucas Novelli |

| 1 de octubre | Santamarina (Tandil)                                                   | 3:1     | Velense (M. I. Vela) | Municipal Gral. San Martín, Tandil |                                |
|              | Bernardo Lasarte 1' · Maximiliano Timpanaro 15' · Agustín Politano 30' | Reporte | Martín Maineri 7'    | Árbitro(s): Marcos Altamiranda     | Árbitro(s): Marcos Altamiranda |

| 7 de octubre | Grupo Universitario (Tandil) | 1:1     | Loma Negra (Barker) | Movediza, Tandil                |                                 |
|              | Lucas Peralta                | Reporte | Ricardo Baier       | Árbitro(s): Sebastián Quinteros | Árbitro(s): Sebastián Quinteros |

| 13 de octubre | Gimnasia (Tandil)              | 3:1 | Estrada (Ayacucho) | Gimnasia, Tandil          |                           |
|               | Juan Barbeira · Lautaro Villar |     | Juan Pablo Vicente | Árbitro(s): Lucas Novelli | Árbitro(s): Lucas Novelli |

| 13 de octubre | Independiente (Tandil) | 1:0 | Sarmiento (Ayacucho) | Agustín F. Berroeta, Tandil      |                                  |
|               | Maximiliano Villar     |     |                      | Árbitro(s): Víctor Hugo González | Árbitro(s): Víctor Hugo González |

| 13 de octubre | Excursionistas (Tandil)                           | 4:3 | Botafogo (Rauch)                                 | Excursionistas, Tandil   |                          |
|               | Roque Yuvisa · Julián García · Diego Pérez Rivero |     | Damián Lourtau · Marcelo Rímoli · Lucas Bernaola | Árbitro(s): Matías Picot | Árbitro(s): Matías Picot |

| 13 de octubre | Ferrocarril Sud (Tandil)          | 4:0     | Juarense (Benito Juárez) | Dámaso Latasa, Tandil          |                                |
| | Esteban Bonarrigo 19' 31' 39' 70' | Reporte |                          | Árbitro(s): Marcos Altamiranda | Árbitro(s): Marcos Altamiranda |
| Ferrocarril Sud es el ganador de la Fase I y obtiene el derecho a jugar la final anual con el ganador de la Fase II. |                                   |         |                          |                                |                                |

| 13 de octubre | Velense (M. I. Vela) | 1:1 | San José (Tandil) | Miguel Ochoa, Vela              |                                 |
|               | Gabriel Durruty      |     | Víctor Rodríguez  | Árbitro(s): Sebastián Quinteros | Árbitro(s): Sebastián Quinteros |

| 13 de octubre | Alumni (Benito Juárez) | 0:5     | Santamarina (Tandil)                                    | Alumni, Benito Juárez        |                              |
|               |                        | Reporte | Maximiliano Timpanaro 17' 28' · Nicolás Valerio 27' 36' | Árbitro(s): Daniel Iturregui | Árbitro(s): Daniel Iturregui |

| 13 de octubre                                                                                | San Lorenzo (Rauch) | vs. | UNICEN (Tandil) | Municipal, Rauch |  |
| Partido suspendido debido a la agresión que sufrió el árbitro del encuentro de 6.ª división. |                     |     |                 |                  |  |

| 13 de octubre | Atlético Ayacucho | 0:0 | Deportivo Tandil (Tandil) | Mpal. José A. Barbieri, Ayacucho |  |

| 13 de octubre | Defensores del Cerro (Tandil)   | 2:2 | Villa Aguirre (Tandil)              | Figueroa, Tandil            |                             |
|               | Lucas Ruarte · Santiago Beltrán |     | Marcelo Abadie · Guillermo Russiani | Árbitro(s): Gustavo Beckman | Árbitro(s): Gustavo Beckman |

- Fixture: El Eco de Tandil

## Clausura

### Posiciones zona "1"
|    | Equipos               | Pts. | PJ | PG | PE | PP | GF | GC | Dif. |
| -- | --------------------- | ---- | -- | -- | -- | -- | -- | -- | ---- |
| 1. | Atlético Ayacucho     | 5    | 3  | 1  | 2  | 0  | 8  | 5  | 3    |
| 2. | Defensores (Ayacucho) | 4    | 3  | 1  | 1  | 1  | 6  | 6  | 0    |
| 3. | San Lorenzo (Rauch)   | 1    | 3  | 0  | 1  | 2  | 3  | 9  | -6   |

### Posiciones zona "2"
|    | Equipos              | Pts. | PJ | PG | PE | PP | GF | GC | Dif. |
| -- | -------------------- | ---- | -- | -- | -- | -- | -- | -- | ---- |
| 1. | Sarmiento (Ayacucho) | 7    | 3  | 2  | 1  | 0  | 11 | 3  | 8    |
| 2. | Botafogo (Rauch)     | 4    | 3  | 1  | 1  | 1  | 4  | 6  | -2   |
| 3. | Estrada (Ayacucho)   | 3    | 3  | 1  | 0  | 2  | 4  | 7  | -3   |

### Posiciones zona "3"
|    | Equipos                   | Pts. | PJ | PG | PE | PP | GF | GC | Dif. |
| -- | ------------------------- | ---- | -- | -- | -- | -- | -- | -- | ---- |
| 1. | Santamarina (Tandil)      | 9    | 3  | 3  | 0  | 0  | 11 | 3  | 8    |
| 2. | Velense (M. I. Vela)      | 6    | 3  | 2  | 0  | 1  | 7  | 4  | 3    |
| 3. | Deportivo Tandil (Tandil) | 1    | 3  | 0  | 1  | 2  | 3  | 7  | -4   |
| 4. | UNICEN (Tandil)           | 1    | 3  | 0  | 1  | 2  | 4  | 11 | -7   |

### Posiciones zona "4"
|    | Equipos                 | Pts. | PJ | PG | PE | PP | GF | GC | Dif. |
| -- | ----------------------- | ---- | -- | -- | -- | -- | -- | -- | ---- |
| 1. | Excursionistas (Tandil) | 6    | 3  | 2  | 0  | 1  | 11 | 3  | 8    |
| 2. | San José (Tandil)       | 6    | 3  | 2  | 0  | 1  | 8  | 5  | 3    |
| 3. | Alumni (Benito Juárez)  | 6    | 3  | 2  | 0  | 1  | 7  | 6  | 1    |
| 4. | Villa Aguirre (Tandil)  | 0    | 3  | 0  | 0  | 3  | 3  | 14 | -11  |

### Posiciones zona "5"
|    | Equipos                        | Pts. | PJ | PG | PE | PP | GF | GC | Dif. |
| -- | ------------------------------ | ---- | -- | -- | -- | -- | -- | -- | ---- |
| 1. | Ferrocarril Sud (Tandil)       | 9    | 3  | 3  | 0  | 0  | 9  | 2  | 7    |
| 2. | Grupo Universitario (Tandil) 1 | 4    | 3  | 1  | 1  | 1  | 3  | 3  | 0    |
| 3. | Gimnasia (Tandil) 1            | 3    | 3  | 1  | 0  | 2  | 2  | 3  | -1   |
| 4. | Loma Negra (Barker)            | 1    | 3  | 0  | 1  | 2  | 2  | 8  | -6   |

### Posiciones zona "6"
|    | Equipos                       | Pts. | PJ | PG | PE | PP | GF | GC | Dif. |
| -- | ----------------------------- | ---- | -- | -- | -- | -- | -- | -- | ---- |
| 1. | Independiente (Tandil)        | 6    | 2  | 2  | 0  | 0  | 5  | 2  | 3    |
| 2. | Juarense (Benito Juárez)      | 3    | 2  | 1  | 0  | 1  | 5  | 5  | 0    |
| 3. | Defensores del Cerro (Tandil) | 0    | 2  | 0  | 0  | 2  | 3  | 6  | -3   |

(1): El Tribunal de Disciplina de la Liga Tandilense de Fútbol resolvió a favor de Grupo Universitario la protesta presentada por la mala inclusión del jugador Juan Flores de Gimnasia y le otorgaron los tres puntos del partido.

## Mejores terceros
Entre los equipos que finalizaron en el tercer lugar de sus respectivos grupos (exceptuando la Zona 6), los cuatro mejores avanzan a octavos de final.
|    | Equipos                   | Zona | Pts. | PJ | PG | PE | PP | GF | GC | Dif. |
| -- | ------------------------- | ---- | ---- | -- | -- | -- | -- | -- | -- | ---- |
| 1. | Alumni (Benito Juárez)    | 4    | 6    | 3  | 2  | 0  | 1  | 7  | 6  | 1    |
| 2. | Estrada (Ayacucho)        | 2    | 3    | 3  | 1  | 0  | 2  | 4  | 7  | -3   |
| 3. | Gimnasia (Tandil)         | 5    | 3    | 3  | 1  | 0  | 2  | 2  | 3  | -1   |
| 4. | Deportivo Tandil (Tandil) | 3    | 1    | 3  | 0  | 1  | 2  | 3  | 7  | -4   |
| 5. | San Lorenzo (Rauch)       | 1    | 1    | 3  | 0  | 1  | 2  | 3  | 9  | -6   |

Fuente: Minuto 91 Archivado el 6 de marzo de 2014 en Wayback Machine.
|  | Clasificados a octavos de final. |

## Resultados
| 20 de octubre | San Lorenzo (Rauch)   | 1:4 | Atlético Ayacucho                                    | Municipal, Rauch |  |
|               | Victoriano Cano Kelly |     | Mariano Montalivet · Santiago Traiani · Jorge Maciel |                  |  |

| 20 de octubre | Sarmiento (Ayacucho)            | 4:1 | Botafogo (Rauch) | Mpal. José A. Barbieri, Ayacucho |                             |
|               | Adrián Roelofs · Abel Najurieta |     | Matías Caballero | Árbitro(s): Lucas Gualdieri      | Árbitro(s): Lucas Gualdieri |

| 20 de octubre | Defensores (Ayacucho) | 0:3 | Estrada (Ayacucho)                        | Mpal. José A. Barbieri, Ayacucho |                             |
|               |                       |     | Julián Arrut · Juan Altube · Álex Córdoba | Árbitro(s): Daniel Figueroa      | Árbitro(s): Daniel Figueroa |

| 18 de octubre | Santamarina (Tandil)                                                                                | 5:2     | UNICEN (Tandil)                                | Municipal Gral. San Martín, Tandil |                                |
|               | Nicolás Valerio 17' · Germán Giannaccini 26' · Maximiliano Timpanaro 29' 37' · Agustín Politano 66' | Reporte | Mariano Larragneguy 25' · Juan Mastronardi 55' | Árbitro(s): Marcos Altamiranda     | Árbitro(s): Marcos Altamiranda |

| 20 de octubre | Velense (M. I. Vela)             | 2:1 | Deportivo Tandil (Tandil) | Miguel Ochoa, Vela        |                           |
|               | Enzo Saracho · Leandro Narciandi |     | Alan García               | Árbitro(s): Lucas Novelli | Árbitro(s): Lucas Novelli |

| 20 de octubre | Excursionistas (Tandil) | 0:1 | San José (Tandil) | Excursionistas, Tandil |                        |
|               |                         |     | Mauricio Mur      | Árbitro(s): Paulo Latú | Árbitro(s): Paulo Latú |

| 20 de octubre | Villa Aguirre (Tandil) | 1:2 | Alumni (Benito Juárez)     | Figueroa, Tandil                 |                                  |
|               | Matías Acevedo         |     | Simón Bugna · Braian Pérez | Árbitro(s): Víctor Hugo González | Árbitro(s): Víctor Hugo González |

| 18 de octubre | Grupo Universitario (Tandil) | 1:2     | Ferroc. Sud (Tandil)                      | Municipal Gral. San Martín, Tandil |                        |
|               | Lautaro Echevarría 5'        | Reporte | Damián Villar 25' · Gustavo Arozarena 83' | Árbitro(s): Diego Albo             | Árbitro(s): Diego Albo |

| 20 de octubre | Gimnasia (Tandil)                    | 2:0 | Loma Negra (Barker) | Gimnasia, Tandil                |                                 |
|               | Sebastián Belsito · Nicolás Trasante |     |                     | Árbitro(s): Sebastián Quinteros | Árbitro(s): Sebastián Quinteros |

| 20 de octubre | Juarense (Benito Juárez)                                              | 4:2     | Defensores del Cerro (Tandil)    | Gastón Lafón, Benito Juárez  |                              |
|               | Mariano Rodríguez · Augusto Mozzo · Jonathan Basualdo · Luciano Silva | Reporte | Marcelo Vásquez · Gonzalo Cadona | Árbitro(s): Daniel Iturregui | Árbitro(s): Daniel Iturregui |

| 27 de octubre | Atlético Ayacucho | 2:2 | Defensores (Ayacucho)                    | Mpal. José A. Barbieri, Ayacucho |                          |
|               | Santiago Traiani  |     | Juan Pablo Etcheverry · Nicolás Barrutia | Árbitro(s): Martín Masan         | Árbitro(s): Martín Masan |

| 27 de octubre | Estrada (Ayacucho) | 0:5 | Sarmiento (Ayacucho)                                                           | Mpal. José A. Barbieri, Ayacucho |                             |
|               |                    |     | Adrián Roelofs · Matías González -' (a.g.) · Leonardo Fernández · Juan Pereyra | Árbitro(s): Daniel Figueroa      | Árbitro(s): Daniel Figueroa |

| 27 de octubre | Botafogo (Rauch)            | 1:1 | San Lorenzo (Rauch) | Botafogo, Rauch             |                             |
|               | Facundo Maldonado -' (a.g.) |     | Nicolás Lescano     | Árbitro(s): Paulo Caballero | Árbitro(s): Paulo Caballero |

| 25 de octubre | Deportivo Tandil (Tandil) | 0:3 | Santamarina (Tandil)                                  | Municipal Gral. San Martín, Tandil |                                 |
|               |                           |     | Leonardo Gogna · Damián Petrecca · Bernardo Lasarte · | Árbitro(s): Guillermo Giacoboni    | Árbitro(s): Guillermo Giacoboni |

| 27 de octubre | UNICEN (Tandil) | 0:4 | Velense (M. I. Vela)                                                  | Excursionistas, Tandil |                        |
|               |                 |     | Martín Maineri · Martín Zabaleta · Enzo Saracho · Luciano De la Canal | Árbitro(s): Diego Albo | Árbitro(s): Diego Albo |

| 27 de octubre | Alumni (Benito Juárez)        | 2:4     | Excursionistas (Tandil)                                               | Alumni, Benito Juárez    |                          |
|               | Gustavo Arista · Marcelo Díaz | Reporte | Mauricio Olaechea · Diego Andolfatti · Roque Yuvisa · Claudio Álvarez | Árbitro(s): Javier Pérez | Árbitro(s): Javier Pérez |

| 27 de octubre | San José (Tandil)                                               | 6:2 | Villa Aguirre (Tandil) | Movediza, Tandil                |                                 |
|               | Hernán Rodríguez · Juan Lanestosa · Mauricio Mur · Juan Denzoin |     | Leonardo Casales       | Árbitro(s): Sebastián Quinteros | Árbitro(s): Sebastián Quinteros |

| 24 de octubre | Loma Negra (Barker) | 1:1     | Grupo Universitario (Tandil) | Loma Negra, Villa Cacique |                        |
|               | Joaquín Elia        | Reporte | Lautaro Echevarría           | Árbitro(s): Paulo Latú    | Árbitro(s): Paulo Latú |

| 27 de octubre | Ferroc. Sud (Tandil)             | 2:0 | Gimnasia (Tandil) | Dámaso Latasa, Tandil            |                                  |
|               | Gustavo Arozarena · Martín Ribas |     |                   | Árbitro(s): Víctor Hugo González | Árbitro(s): Víctor Hugo González |

| 27 de octubre | Independiente (Tandil)                 | 3:1 | Juarense (Benito Juárez) | Agustín F. Berroeta, Tandil |                           |
|               | Joaquín Hernández · Maximiliano Villar |     | Luciano Silva            | Árbitro(s): Lucas Novelli   | Árbitro(s): Lucas Novelli |

| 03 de noviembre | Defensores (Ayacucho)                                    | 4:1 | San Lorenzo (Rauch) | Mpal. José A. Barbieri, Ayacucho |  |
|                 | Juan Pablo Etcheverry · Alejandro Atela · Juan Arroceres |     | Ezequiel González   |                                  |  |

| 03 de noviembre | Botafogo (Rauch) | 2:1 | Estrada (Ayacucho) |                            |                            |
|                 | Damián Lourtau   |     | Sebastián Martínez | Árbitro(s): Bruno Herreria | Árbitro(s): Bruno Herreria |

| 03 de noviembre | Sarmiento (Ayacucho)            | 2:2 | Atlético Ayacucho                   | Mpal. José A. Barbieri, Ayacucho |  |
|                 | Adrián Roelofs · Abel Najurieta |     | Gastón Olavarrieta · Manuel Ceverio |                                  |  |

| 03 de noviembre | Deportivo Tandil (Tandil) | 2:2 | UNICEN (Tandil)                      | Gimnasia, Tandil            |                             |
|                 | Martín Díaz               |     | Nicolás Varela · Mariano Larragneguy | Árbitro(s): Gustavo Beckman | Árbitro(s): Gustavo Beckman |

| 03 de noviembre | Santamarina (Tandil)  | 3:1 | Velense (M. I. Vela) | Club Hípico, Tandil             |                                 |
|                 | Maximiliano Timpanaro |     | Martín Zabaleta      | Árbitro(s): Sebastián Quinteros | Árbitro(s): Sebastián Quinteros |

| 03 de noviembre | Excursionistas (Tandil)                                                                    | 7:0 | Villa Aguirre (Tandil) | Excursionistas, Tandil         |                                |
|                 | Mauricio Olaechea · Julián García · Diego Andolfatti · Matías Lecuona · Diego Pérez Rivero |     |                        | Árbitro(s): Marcos Altamiranda | Árbitro(s): Marcos Altamiranda |

| 03 de noviembre | Alumni (Benito Juárez)                                                 | 3:1     | San José (Tandil) | Alumni, Benito Juárez        |                              |
|                 | Marcelo Díaz 9' · Francisco Gómez Olsen 65' · Sebastián González 90+3' | Reporte | Fabio Argüeso 81' | Árbitro(s): Daniel Iturregui | Árbitro(s): Daniel Iturregui |

| 01 de noviembre | Grupo Universitario (Tandil) | 1:1 | Gimnasia (Tandil) | Municipal Gral. San Martín, Tandil |                        |
| | Juan Montani                 |     | Ricardo Tasín     | Árbitro(s): Diego Albo             | Árbitro(s): Diego Albo |
| El Tribunal de Disciplina de la Liga Tandilense de Fútbol le otorgó a Grupo Universitario los tres puntos del partido ante Gimnasia, debido a la mala inclusión de un jugador. |                              |     |                   |                                    |                        |

| 03 de noviembre | Loma Negra (Barker) | 1:5 | Ferroc. Sud (Tandil)                                                                  | Loma Negra, Villa Cacique |                           |
|                 | Nicasio Elía        |     | Gustavo Arozarena · Franco Reynoso · Martín Pradal · Esteban Bonarrigo · Juan Sánchez | Árbitro(s): Lucas Novelli | Árbitro(s): Lucas Novelli |

| 03 de noviembre | Defensores. del Cerro (Tandil) | 1:2 | Independiente (Tandil)        | Figueroa, Tandil                 |                                  |
|                 | Santiago Beltrán               |     | Lucas Porta · Gonzalo Rotonda | Árbitro(s): Víctor Hugo González | Árbitro(s): Víctor Hugo González |

- Fixture: Minuto 91 Archivado el 1 de marzo de 2014 en Wayback Machine.

### Los mejores primeros
|    | Equipos                  | %     | PJ | PG | PE | PP | GF | GC | Pts. | Dif. |
| -- | ------------------------ | ----- | -- | -- | -- | -- | -- | -- | ---- | ---- |
| 1. | Santamarina (Tandil)     | 100 % | 3  | 3  | 0  | 0  | 11 | 3  | 9    | 8    |
| 2. | Ferrocarril Sud (Tandil) | 100 % | 3  | 3  | 0  | 0  | 9  | 2  | 9    | 7    |
| 3. | Independiente (Tandil)   | 100 % | 2  | 2  | 0  | 0  | 5  | 2  | 6    | 3    |
| 4. | Sarmiento (Ayacucho)     | 77,7% | 3  | 2  | 1  | 0  | 11 | 3  | 7    | 8    |
| 5. | Excursionistas (Tandil)  | 66,6% | 3  | 2  | 0  | 1  | 11 | 3  | 6    | 8    |
| 6. | Atlético Ayacucho        | 55,5% | 3  | 1  | 2  | 0  | 8  | 5  | 5    | 3    |

### Los mejores segundos
|     | Equipos                      | %     | PJ | PG | PE | PP | GF | GC | Pts. | Dif. |
| --- | ---------------------------- | ----- | -- | -- | -- | -- | -- | -- | ---- | ---- |
| 7.  | San José (Tandil)            | 66,6% | 3  | 2  | 0  | 1  | 8  | 5  | 6    | 3    |
| 8.  | Velense (M. I. Vela)         | 66,6% | 3  | 2  | 0  | 1  | 7  | 4  | 6    | 3    |
| 9.  | Juarense (Benito Juárez)     | 50%   | 2  | 1  | 0  | 1  | 5  | 5  | 3    | 0    |
| 10. | Defensores (Ayacucho)        | 44,4% | 3  | 1  | 1  | 1  | 6  | 6  | 4    | 0    |
| 11. | Grupo Universitario (Tandil) | 44,4% | 3  | 1  | 1  | 1  | 3  | 3  | 4    | 0    |
| 12. | Botafogo (Rauch)             | 44,4% | 3  | 1  | 1  | 1  | 4  | 6  | 4    | -2   |

### Los mejores terceros
|     | Equipos                   | %     | PJ | PG | PE | PP | GF | GC | Pts. | Dif. |
| --- | ------------------------- | ----- | -- | -- | -- | -- | -- | -- | ---- | ---- |
| 13. | Alumni (Benito Juárez)    | 66,6% | 3  | 2  | 0  | 1  | 7  | 6  | 6    | 1    |
| 14. | Gimnasia (Tandil)         | 33,3% | 3  | 1  | 0  | 2  | 2  | 3  | 3    | -1   |
| 15. | Estrada (Ayacucho)        | 33,3% | 3  | 1  | 0  | 2  | 4  | 7  | 3    | -3   |
| 16. | Deportivo Tandil (Tandil) | 11,1% | 3  | 0  | 1  | 2  | 3  | 7  | 1    | -4   |

Fuente: Minuto 91 Archivado el 1 de marzo de 2014 en Wayback Machine.

## Play-off
|  | Octavos de final        | Octavos de final        |                        |       | Cuartos de final      | Cuartos de final      |  |  | Semifinales           | Semifinales           |  |  | Final          | Final          |
|  | 10 al 13 de noviembre   | 10 al 13 de noviembre   |                        |       | 17 al 18 de noviembre | 17 al 18 de noviembre |  |  | 24 al 27 de noviembre | 24 al 27 de noviembre |  |  | 1 de diciembre | 1 de diciembre |
|  |                         |                         |                        |       |                       |                       |  |  |                       |                       |  |  |                |                |
|  |                         |                         |                        |       |                       |                       |  |  |                       |                       |  |  |                |                |
|  |                         |                         |                        |       |                       |                       |  |  |                       |                       |  |  |                |                |
|  | Ferroc. Sud (Tandil)    | 2                       |                        |       |                       |                       |  |  |                       |                       |  |  |                |                |
|  | Ferroc. Sud (Tandil)    | 2                       |                        |       |                       |                       |  |  |                       |                       |  |  |                |                |
|  | Estrada (Ayacucho)      | 0                       |                        |       |                       |                       |  |  |                       |                       |  |  |                |                |
|  | Estrada (Ayacucho)      | 0                       | Ferroc. Sud (Tandil)   | 2     |                       |                       |  |  |                       |                       |  |  |                |                |
|  |                         |                         |                        | 2     |                       |                       |  |  |                       |                       |  |  |                |                |
|  |                         | San José (Tandil)       | 0                      |       |                       |                       |  |  |                       |                       |  |  |                |                |
|  | San José (Tandil)       | San José (Tandil)       | 0                      | 4     |                       |                       |  |  |                       |                       |  |  |                |                |
|  | San José (Tandil)       |                         |                        | 4     |                       |                       |  |  |                       |                       |  |  |                |                |
|  | Defensores (Ayacucho)   | 0                       |                        |       |                       |                       |  |  |                       |                       |  |  |                |                |
|  | Defensores (Ayacucho)   | 0                       | Ferroc. Sud (Tandil)   | 2     |                       |                       |  |  |                       |                       |  |  |                |                |
|  |                         |                         |                        | 2     |                       |                       |  |  |                       |                       |  |  |                |                |
|  |                         | Independiente (Tandil)  | 1                      |       |                       |                       |  |  |                       |                       |  |  |                |                |
|  | Independiente (Tandil)  | Independiente (Tandil)  | 1                      | 2 (5) |                       |                       |  |  |                       |                       |  |  |                |                |
|  | Independiente (Tandil)  |                         |                        | 2 (5) |                       |                       |  |  |                       |                       |  |  |                |                |
|  | Gimnasia (Tandil)       | 2 (4)                   |                        |       |                       |                       |  |  |                       |                       |  |  |                |                |
|  | Gimnasia (Tandil)       | 2 (4)                   | Independiente (Tandil) | 3     |                       |                       |  |  |                       |                       |  |  |                |                |
|  |                         |                         |                        | 3     |                       |                       |  |  |                       |                       |  |  |                |                |
|  |                         | Atlético Ayacucho       | 2                      |       |                       |                       |  |  |                       |                       |  |  |                |                |
|  | Atlético Ayacucho       | Atlético Ayacucho       | 2                      | 2     |                       |                       |  |  |                       |                       |  |  |                |                |
|  | Atlético Ayacucho       |                         |                        | 2     |                       |                       |  |  |                       |                       |  |  |                |                |
|  | Grupo Univ. (Tandil)    | 1                       |                        |       |                       |                       |  |  |                       |                       |  |  |                |                |
|  | Grupo Univ. (Tandil)    | 1                       | Ferroc. Sud (Tandil)   | 8     |                       |                       |  |  |                       |                       |  |  |                |                |
|  |                         |                         |                        | 8     |                       |                       |  |  |                       |                       |  |  |                |                |
|  |                         | Excursionistas (Tandil) | 1                      |       |                       |                       |  |  |                       |                       |  |  |                |                |
|  | Santamarina (Tandil)    | Excursionistas (Tandil) | 1                      | 2     |                       |                       |  |  |                       |                       |  |  |                |                |
|  | Santamarina (Tandil)    |                         |                        | 2     |                       |                       |  |  |                       |                       |  |  |                |                |
|  | Dep. Tandil (Tandil)    | 0                       |                        |       |                       |                       |  |  |                       |                       |  |  |                |                |
|  | Dep. Tandil (Tandil)    | 0                       | Santamarina (Tandil)   | 1     |                       |                       |  |  |                       |                       |  |  |                |                |
|  |                         |                         |                        | 1     |                       |                       |  |  |                       |                       |  |  |                |                |
|  |                         | Juarense (B. Juárez)    | 0                      |       |                       |                       |  |  |                       |                       |  |  |                |                |
|  | Velense (M. I. Vela)    | Juarense (B. Juárez)    | 0                      | 4     |                       |                       |  |  |                       |                       |  |  |                |                |
|  | Velense (M. I. Vela)    |                         |                        | 4     |                       |                       |  |  |                       |                       |  |  |                |                |
|  | Juarense (B. Juárez)    | 6                       |                        |       |                       |                       |  |  |                       |                       |  |  |                |                |
|  | Juarense (B. Juárez)    | 6                       | Santamarina (Tandil)   | 1     |                       |                       |  |  |                       |                       |  |  |                |                |
|  |                         |                         |                        | 1     |                       |                       |  |  |                       |                       |  |  |                |                |
|  |                         | Excursionistas (Tandil) | 2                      |       |                       |                       |  |  |                       |                       |  |  |                |                |
|  | Sarmiento (Ayacucho)    | Excursionistas (Tandil) | 2                      | 5     |                       |                       |  |  |                       |                       |  |  |                |                |
|  | Sarmiento (Ayacucho)    |                         |                        | 5     |                       |                       |  |  |                       |                       |  |  |                |                |
|  | Alumni (B. Juárez)      | 0                       |                        |       |                       |                       |  |  |                       |                       |  |  |                |                |
|  | Alumni (B. Juárez)      | 0                       | Sarmiento (Ayacucho)   | 2     |                       |                       |  |  |                       |                       |  |  |                |                |
|  |                         |                         |                        | 2     |                       |                       |  |  |                       |                       |  |  |                |                |
|  |                         | Excursionistas (Tandil) | 3                      |       |                       |                       |  |  |                       |                       |  |  |                |                |
|  | Excursionistas (Tandil) | Excursionistas (Tandil) | 3                      | 2     |                       |                       |  |  |                       |                       |  |  |                |                |
|  | Excursionistas (Tandil) |                         |                        | 2     |                       |                       |  |  |                       |                       |  |  |                |                |
|  | Botafogo (Rauch)        | 1                       |                        |       |                       |                       |  |  |                       |                       |  |  |                |                |
|  | Botafogo (Rauch)        | 1                       |                        |       |                       |                       |  |  |                       |                       |  |  |                |                |

| Ganador Clausura 2012 |
| --------------------- |
| Ferrocarril Sud       |

### Octavos de final
- Fuente: Resultados de octavos de final

| 12 de noviembre de 2012, 20:30 | Santamarina (Tandil)                                              | 2:0     | Dep. Tandil (Tandil) | Municipal Gral. San Martín, Tandil |                        |
|                                | Germán Giannaccini 75' · Bernardo Lasarte 90+2' · Nicolás Valerio | Reporte | Gastón Leonardo      | Árbitro(s): Diego Albo             | Árbitro(s): Diego Albo |

| 10 de noviembre de 2012, 16:00 | Velense (M. I. Vela)                             | 4:6     | Juarense (B. Juárez)                                               | Miguel Ochoa, M. I. Vela |                        |
|                                | Gabriel Durruty · Enzo Saracho · Martín Zabaleta | Reporte | Juan Cruz Riganti · Francisco Coda · Luciano Silva · Martín Mendia | Árbitro(s): Paulo Latú   | Árbitro(s): Paulo Latú |

| 10 de noviembre de 2012, 16:00 | Sarmiento (Ayacucho)              | 5:0     | Alumni (B. Juárez) | Mpal. José A. Barbieri, Ayacucho |  |
|                                | Abel Najurieta · Germán Contreras | Reporte |                    |                                  |  |

| 10 de noviembre de 2012, 16:00 | Excursionistas (Tandil)    | 2:1 | Botafogo (Rauch) | Excursionistas, Tandil          |                                 |
|                                | Darío Dorta · Roque Yubiza |     | Damián Lourtau   | Árbitro(s): Guillermo Giacoboni | Árbitro(s): Guillermo Giacoboni |

| 10 de noviembre de 2012, 16:00 | Ferroc. Sud (Tandil)               | 2:0     | Estrada (Ayacucho)           | Dámaso Latasa, Tandil           |                                 |
|                                | Esteban Bonarrigo · Franco Reynoso | Reporte | Javier Argüello Alex Córdoba | Árbitro(s): Sebastián Quinteros | Árbitro(s): Sebastián Quinteros |

| 10 de noviembre de 2012, 16:00 | San José (Tandil)                                     | 4:0     | Defensores (Ayacucho)                                                | Movediza, Tandil                 |                                  |
|                                | Federico Ávila · Hernán Rodríguez · Facundo Solimanto | Reporte | Alejandro Atela Nicolás Barrutia Juan Pablo Etcheverry Federico Arca | Árbitro(s): Víctor Hugo González | Árbitro(s): Víctor Hugo González |

| 10 de noviembre de 2012, 16:00 | Independiente (Tandil)                                                                                     | 2:2 (5:4 p.)               | Gimnasia (Tandil)                                                                           | Agustín F. Berroeta, Tandil |                           |
|                                | Lucas Porta · Marco Vitale                                                                                 |                            | Juan Barbeira · Marcos Fernández                                                            | Árbitro(s): Lucas Novelli   | Árbitro(s): Lucas Novelli |
|                                | | Tiros desde el punto penal |                                                                                             |                             |                           |
|                                | Maximiliano Villar · Mariano Rodríguez Farías · Gonzalo Rotonda · Sebastián González · Joaquín Hernández · |                            | Nicolás Trasante · Marcos Fernández · Sebastián Belsito · Lautaro Villar · Matías Arrospide |                             |                           |

| 13 de noviembre de 2012, 21:00 | Atlético Ayacucho                  | 2:1     | Archivo:Club Grupo Universitario (Tandil).png Grupo Univ. (Tandil) | Mpal. José A. Barbieri, Ayacucho |                             |
|                                | Iñaki Oillataguerre · Martín Viere | Reporte | Fernando Viere a.g.' · Guillermo Ruiz                              | Árbitro(s): Daniel Figueroa      | Árbitro(s): Daniel Figueroa |

### Cuartos de final
- Fuente: Resultados de cuartos de final

| 18 de noviembre de 2012, 16:00 | Santamarina (Tandil)            | 1:0     | Juarense (B. Juárez) | Club Hípico, Tandil       |                           |
|                                | Marcos Alzueta · Leonardo Gogna | Reporte | Jonathan Basualdo    | Árbitro(s): Lucas Novelli | Árbitro(s): Lucas Novelli |

| 18 de noviembre de 2012, 16:00 | Sarmiento (Ayacucho)           | 2:3     | Excursionistas (Tandil)              | Mpal. José A. Barieri, Ayacucho |                             |
|                                | Adrián Roelofs · Joaquín Didío | Reporte | Diego Pérez Rivero · Marcelo Urtiaga | Árbitro(s): Daniel Figueroa     | Árbitro(s): Daniel Figueroa |

| 10 de noviembre de 2012, 16:00 | Ferroc. Sud (Tandil)           | 2:0 | San José (Tandil) | Dámaso Latasa, Tandil  |                        |
|                                | Franco Reynoso · Martín Pradal |     | Facundo Solimanto | Árbitro(s): Paulo Latú | Árbitro(s): Paulo Latú |

| 10 de noviembre de 2012, 16:00 | Independiente (Tandil) | 3:2     | Atlético Ayacucho | Agustín Francisco Berroeta, Tandil |                                  |
|                                | Gonzalo Rotonda        | Reporte | Julián Aguirre    | Árbitro(s): Víctor Hugo González   | Árbitro(s): Víctor Hugo González |

### Semifinal
| 27 de noviembre de 2012, 14:00 | Santamarina (Tandil) | 1:2     | Excursionistas (Tandil)                                      | Club Hípico, Tandil    |                        |
|                                | Marcos Schwindt 6'   | Reporte | Marcelo Urtiaga 45+1' · Gonzalo Moreno 87' · Claudio Álvarez | Árbitro(s): Diego Albo | Árbitro(s): Diego Albo |

| 24 de noviembre de 2012, 16:00 | Ferroc. Sud (Tandil)                     | 2:1     | Independiente (Tandil)                                                 | Dámaso Latasa, Tandil          |                                |
|                                | Martín Ribas 55' · Gustavo Arozarena 69' | Reporte | Lucas Porta 33' · Felipe Basualdo · Maximiliano Villar · Marcos Vitale | Árbitro(s): Marcos Altamiranda | Árbitro(s): Marcos Altamiranda |

### Final
| 1 de diciembre de 2012, 16:00 | Ferroc. Sud (Tandil) | 8:1 Video en YouTube. | Excursionistas (Tandil)                                   | Dámaso Latasa, Tandil            |                                  |
|                               | Gustavo Arozarena 31' 61' · Julián García a.g.' (42) · Franco Reynoso 48' · Damián Villar 56' 72' · Facundo Echevarría a.g.' (79) · Martín Ribas 84' | Reporte               | Diego Pérez Rivero 28' · Darío Dorta · Facundo Echevarría | Árbitro(s): Víctor Hugo González | Árbitro(s): Víctor Hugo González |

| FERROCARRIL SUD 8                                                                     | EXCURSIONISTAS 1                                                                 |
| ------------------------------------------------------------------------------------- | -------------------------------------------------------------------------------- |
| POR Lucas Del Carlo                                                                   | POR Mariano Baliño                                                               |
| DEF Facundo Franco                                                                    | DEF Facundo Echevarría                                                           |
| DEF Emiliano Aranda                                                                   | DEF Víctor Conqueiro                                                             |
| DEF Marcos Aberastegui                                                                | DEF Darío Dorta                                                                  |
| DEF Emanuel Villegas                                                                  | DEF Cristian Calvo                                                               |
| MED Juan Sánchez                                                                      | MED Diego Andolfatti                                                             |
| MED Gustavo Arozarena                                                                 | MED Matías Lecuona                                                               |
| MED Damián Villar                                                                     | MED Julián García                                                                |
| MED Martín Ribas                                                                      | MED Mauricio Olaechea                                                            |
| DEL Esteban Bonarrigo                                                                 | DEL Marcelo Urtiaga                                                              |
| DEL Franco Reynoso                                                                    | DEL Diego Pérez Rivero                                                           |
| DT Oscar López                                                                        | DT Hernán Crocci                                                                 |
| Cambios: Martín Pradal X Reynoso Leandro Candia X Aranda Matías Southwell X Bonarrigo | Cambios: Gonzalo Moreno X Olaechea Leandro López X García Matías Verga X Urtiaga |

## Goleadores
| Jugador              | Jugador               | Goles | Equipo                  |
| -------------------- | --------------------- | ----- | ----------------------- |
| Bandera de Argentina | Gonzalo Rotonda       | 19    | Independiente (Tandil)  |
| Bandera de Argentina | Maximiliano Timpanaro | 16    | Santamarina (Tandil)    |
| Bandera de Argentina | Diego Pérez Rivero    | 16    | Excursionistas (Tandil) |
| Bandera de Argentina | Adrián Roelofs        | 15    | Sarmiento (Ayacucho)    |
| Bandera de Argentina | Abel Najurieta        | 15    | Sarmiento (Ayacucho)    |

- Fuente: Goleadores (enlace roto disponible en Internet Archive; véase el historial, la primera versión y la última).

## Tabla general
| Equipos                       | Pts. | PJ | PG | PE | PP | GF | GC | Dif. |
| ----------------------------- | ---- | -- | -- | -- | -- | -- | -- | ---- |
| Ferrocarril Sud (Tandil)      | 70   | 27 | 22 | 4  | 1  | 80 | 23 | 57   |
| Santamarina (Tandil)          | 62   | 26 | 19 | 5  | 2  | 65 | 18 | 47   |
| Independiente (Tandil)        | 51   | 25 | 16 | 3  | 6  | 64 | 26 | 38   |
| Sarmiento (Ayacucho)          | 46   | 25 | 14 | 4  | 7  | 54 | 30 | 24   |
| Atlético Ayacucho             | 41   | 25 | 11 | 8  | 6  | 36 | 29 | 7    |
| Gimnasia (Tandil)             | 40   | 24 | 11 | 7  | 6  | 45 | 29 | 16   |
| Velense (M. I. Vela)          | 40   | 24 | 12 | 4  | 8  | 56 | 46 | 10   |
| Grupo Universitario (Tandil)  | 36   | 24 | 10 | 6  | 8  | 32 | 23 | 10   |
| San José (Tandil)             | 35   | 25 | 10 | 5  | 10 | 31 | 32 | -1   |
| Excursionistas (Tandil)       | 35   | 27 | 11 | 2  | 14 | 49 | 51 | -2   |
| Juarense (Benito Juárez)      | 33   | 24 | 10 | 3  | 11 | 40 | 44 | -4   |
| Defensores del Cerro (Tandil) | 32   | 23 | 9  | 5  | 8  | 45 | 43 | 2    |
| UNICEN (Tandil)               | 32   | 22 | 9  | 5  | 8  | 25 | 33 | -8   |
| Alumni (Benito Juárez)        | 28   | 24 | 7  | 7  | 10 | 38 | 48 | -10  |
| Defensores (Ayacucho)         | 27   | 24 | 7  | 6  | 11 | 27 | 39 | -12  |
| Estrada (Ayacucho)            | 20   | 24 | 5  | 5  | 14 | 21 | 43 | -22  |
| Loma Negra (Barker)           | 19   | 23 | 4  | 7  | 12 | 25 | 56 | -31  |
| San Lorenzo (Rauch)           | 17   | 22 | 4  | 5  | 13 | 30 | 54 | -24  |
| Deportivo Tandil (Tandil)     | 16   | 24 | 3  | 7  | 14 | 23 | 51 | -28  |
| Botafogo (Rauch)              | 16   | 24 | 4  | 4  | 6  | 29 | 59 | -30  |
| Villa Aguirre (Tandil)        | 13   | 23 | 3  | 4  | 16 | 26 | 64 | -38  |

## Campeón
| Ferrocarril Sud (Tandil) 2.do título |

| Todas las ediciones del torneo (En negrita la última edición ganada por ese club) | Todas las ediciones del torneo (En negrita la última edición ganada por ese club) | Todas las ediciones del torneo (En negrita la última edición ganada por ese club) |
| Unión Regional Deportiva                                                          | Unión Regional Deportiva                                                          | Unión Regional Deportiva                                                          |
| --------------------------------------------------------------------------------- | --------------------------------------------------------------------------------- | --------------------------------------------------------------------------------- |
| Unión Regional Deportiva 2007 Independiente (Tandil) (1)                          | Unión Regional Deportiva 2008 Independiente (Tandil) (2)                          | Unión Regional Deportiva 2009 Santamarina (Tandil) (1)                            |
| Unión Regional Deportiva 2010 Atlético-Defensores (Ayacucho) (1)                  | Unión Regional Deportiva 2011 Ferrocarril Sud (Tandil) (1)                        | Unión Regional Deportiva 2012 Ferrocarril Sud (Tandil) (2)                        |
| Unión Regional Deportiva 2013 Independiente (Tandil) (3)                          |                                                                                   |                                                                                   |

| Predecesor: Unión Regional Deportiva 2011 | Unión Regional Deportiva 2012 | Sucesor: Unión Regional Deportiva 2013 |